# Massacre à la tronçonneuse (film, 2003)
Vous lisez un « bon article » labellisé en 2021.
Pour les articles homonymes, voir Massacre à la tronçonneuse.
Série Massacre à la tronçonneuse
Massacre à la tronçonneuse : La Nouvelle Génération
(1995) Massacre à la tronçonneuse : Le Commencement
(2006)
Pour plus de détails, voir Fiche technique et Distribution.
Massacre à la tronçonneuse (The Texas Chainsaw Massacre) est un film d'horreur américain réalisé par Marcus Nispel et sorti en 2003. Produit par Michael Bay et écrit par Scott Kosar, ce film est un remake du film du même nom sorti en 1974. Il s'agit du 5e opus de toute la franchise Massacre à la tronçonneuse, et du 1er volet des remakes, par sa date de sortie. Concernant la timeline dont il fait partie, le film de Marcus Nispel est le second après Massacre à la tronçonneuse : Le Commencement, concluant l'histoire de la famille Hewitt.
Même si Marcus Nispel décide de se réapproprier l'œuvre originale en reprenant les bases de son scénario, il présente également une relecture de celle-ci en y changeant considérablement l'intrigue tout en la modernisant avec des thèmes plus proches de la réalité du début des années 2000 que des années 1970. Les personnages d'origine sont également modifiés (de par leurs noms, leur sexe et le nombre de ces derniers), évitant un remake total plan par plan du film de Tobe Hooper. Kosar insiste aussi sur la psychologie du tueur et de ses complices pour, en quelque sorte, les humaniser et expliquer la folie meurtrière de la famille Hewitt.
Le film met en scène Jessica Biel dans le rôle d'Erin, l'héroïne du long métrage, et R. Lee Ermey dans le rôle de l'antagoniste shérif Hoyt tandis qu'Andrew Bryniarski joue le rôle de Thomas Hewitt, alias le tueur Leatherface. Le reste de la distribution principale est composé des acteurs Eric Balfour dans le rôle de Kemper, le petit ami d'Erin, tandis que Jonathan Tucker, Erica Leerhsen et Mike Vogel jouent respectivement Morgan, Pepper et Andy, leurs amis.
L'intrigue se place en 1973 et suit une bande de jeunes qui roule à travers l'État du Texas pour assister à un concert et qui croisent sur leur route une jeune femme en état de choc a qui ils viennent en aide, sans se douter que cet acte de bonté les conduiront sur la route de la famille Hewitt, dont l'un des fils Thomas poursuit ses victimes avec un masque fabriqué en peau humaine et armé d'une tronçonneuse.
Le film, qui coûte 9 500 000 $, rencontre un grand succès commercial, engrangeant plus de 80 500 000 $ de recettes rien que dans son pays d'origine et plus de 107 000 000 $ à travers le monde. A ce jour, ses recettes font du film le plus gros succès financier de toute la franchise, l'un des plus gros succès des remakes horrifique et du style slasher en général et ce, malgré des critiques négatives à sa sortie, souffrant en particulier de la comparaison avec le film original. Populaire auprès du grand public a sa sortie, le film se voit aussi être nommé dans plusieurs catégories lors de cérémonies de récompenses de prix, notamment pour le Saturn Award du meilleur film d'horreur et remporte le Teen Choice Award du meilleur thriller de l'année en 2004.
De nos jours, le film est réhabilité auprès de la critique et des fans de films d'horreur, plaçant régulièrement le film dans le top des remakes de films d'horreur de tous les temps. Pour certains, le succès du Massacre à la tronçonneuse de Marcus Nispel est à l'origine du démarrage d'une vague de remakes de films d'horreur apparus au cours des années suivantes comme La Maison de cire, Black Christmas ou Halloween et ouvre la voie à un cinéma d'horreur beaucoup plus violent et sombre. De ce succès naît Massacre à la tronçonneuse : Le Commencement, qui est très vite mis en chantier et sert de préquelle au remake. Racontant les débuts et les motivations des actes horribles de la famille Hewitt, ce film sort en 2006 mais ne rencontrera pas le succès de son aîné, ce qui clôturera la chronologie des remakes de la franchise.

## Synopsis

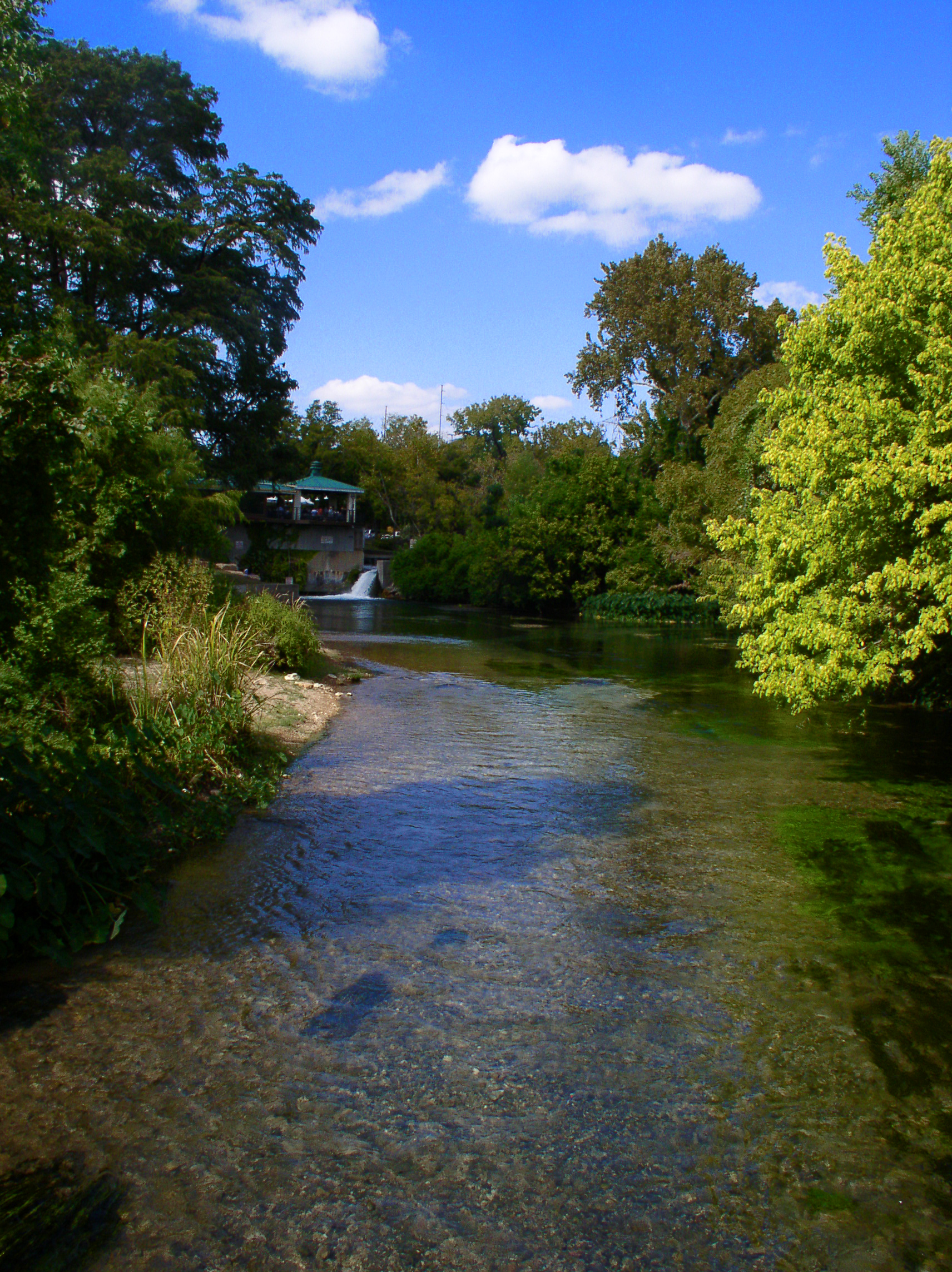
La San Marcos River au Texas, lieu de tournage pour l'une des premières scènes du film.

Le prologue du film démarre en 2003. Un narrateur dévoile que le film a pour sujet une tragédie vécue par cinq jeunes amis lors d'un voyage à travers le Texas en pleine après-midi d'été, trente ans auparavant, alors que des images d'archives provenant d'agents de police et de FBI défilent à l'écran et prennent place sur le lieu d'un massacre : les terres de la famille Hewitt. Sur place, des milliers de preuves y sont retrouvées. Leur cauchemar mène à l'une des affaires les plus bizarres et macabres des annales américaines : le massacre à la tronçonneuse. Dans le même temps, deux agents de police descendent à la cave ; avec pour but de réaliser le rapport de la reconstitution du crime, et remarquent des traces sur le mur en bois qui semblent être des marques de griffures ainsi que des touffes de cheveux encore implantées dans le bois et des taches de sang,.
Puis, le film revient en août 1973 lorsqu'un groupe d'amis, Erin (Jessica Biel), son petit ami Kemper (Eric Balfour), Morgan (Jonathan Tucker) et Andy (Mike Vogel), sont en route pour un concert des Lynyrd Skynyrd à Dallas après être revenus du Mexique et être passés par El Paso où ils font la rencontre de Pepper (Erica Leerhsen) qu'ils prennent avec eux peu de temps avant les évènements du film. Dans le van, Erin apprend à Pepper qu'elle est en couple avec Kemper depuis trois ans et attend avec impatience sa demande en mariage. Pepper est quant à elle fraîchement en couple avec Andy. La bande roule également avec une piñata dont Erin ignore le contenu tandis que le reste du groupe fume de la marijuana. Alors qu'ils traversent le comté de Travis dans l'état du Texas, ils manquent d'écraser une jeune auto-stoppeuse (Lauren German) au beau milieu de la route et alors qu'elle est devenue comme folle. Lors du freinage brutal, la piñata s'écrase sur le sol du van et s'ouvre, permettant à Erin de se rendre compte qu'elle est remplie de marijuana, à sa grande déception puisqu'elle comprend que Kemper comptait dealer à leur retour. Les cinq amis s'arrêtent à la demande d'Erin pour lui porter secours puis la jeune femme, accompagnée de Pepper, la fait monter à bord du van alors que celle-ci tente de rentrer chez elle à pied. L'auto-stoppeuse semble blessée, déboussolée et en état de choc. Tandis qu'ils tentent de lui parler et de comprendre ce qui lui est arrivé, la jeune femme leur apprend les morts de personnes qu'elle a connu puis tente de reprendre le volant de force en pleine crise de panique pour les empêcher de continuer leur route et elle a failli causer un accident. Elle tient des propos incohérents sur un homme qu'elle qualifie de « méchant » et finit par se suicider en se tirant une balle dans la bouche sous les yeux des adolescents horrifiés par la scène après leur avoir annoncé qu'ils allaient tous mourir, sans exception,,. Après le choc, ils tentent de trouver de l'aide et de contacter les autorités locales. Pour éviter tout problème et soupçon contre eux, Kemper se débarrasse de la piñata et avoue à Erin avoir voulu revendre la drogue pour leur donner une chance de démarrer leur vie, ce qui agace Erin qui lui enlève la parole. En chemin, ils s'arrêtent à une station-service où ils demandent de l'aide à la vieille dame qui tient la boutique, afin d'appeler la police. Celle-ci contacte le shérif et leur apprend que l'homme les attend à un ancien moulin, le moulin Crawford,,.

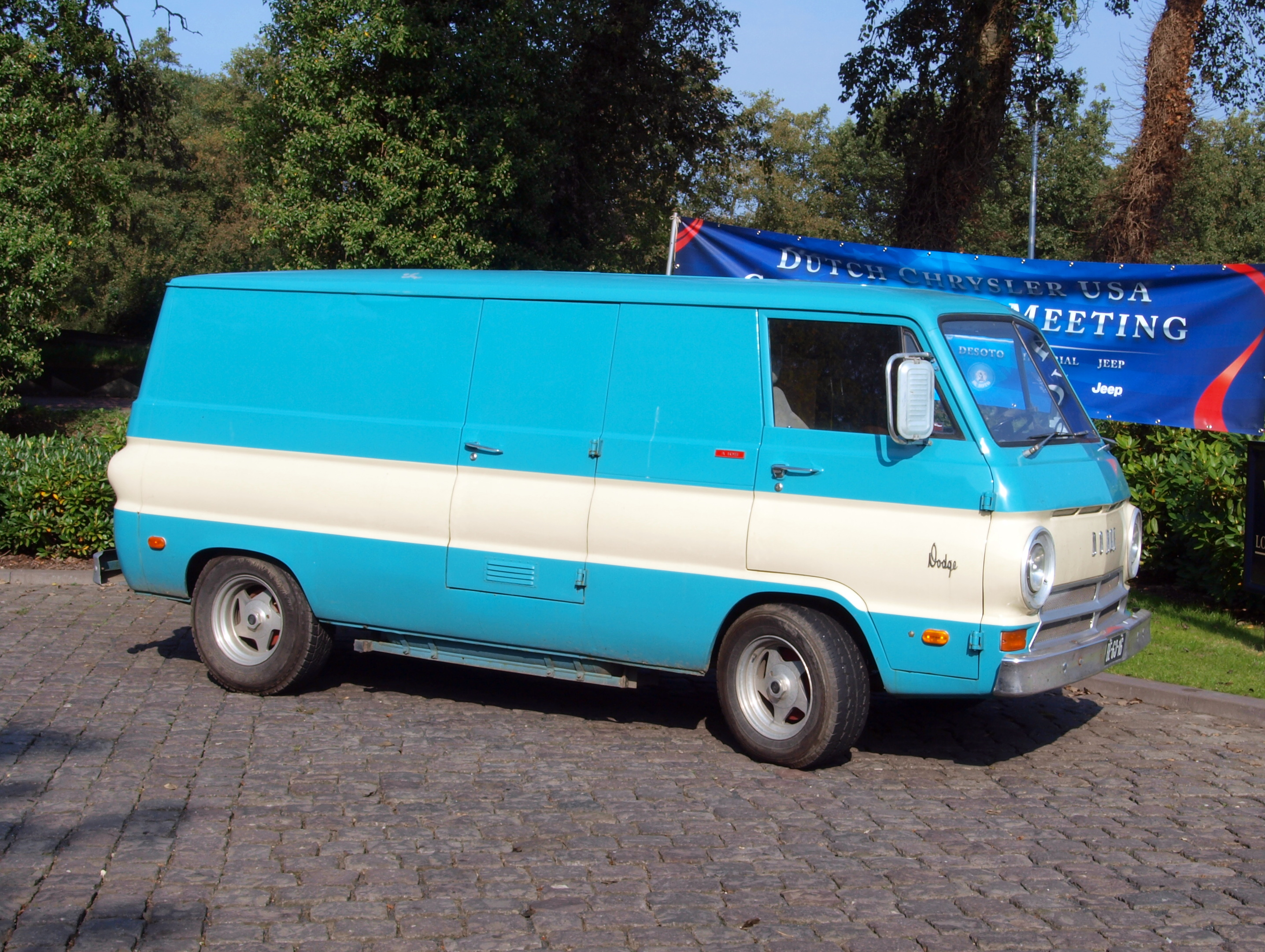
Un van Dodge A108 de 1970, similaire à celui utilisé pour le film.

Sur place, le shérif n'est pas présent ce qui laisse place à un dilemme de taille entre les cinq amis : Morgan, Andy et Kemper souhaitent se débarrasser du corps de l'auto-stoppeuse tandis que Pepper et Erin s'y opposent, prétextant que la jeune femme a sûrement des parents qui l'attendent quelque part et qui n'aimerait pas apprendre que le corps de leur fille a été abandonné quelque part comme un détritus. Cette prise de décision et leurs désaccords respectifs provoque une nouvelle querelle entre Kemper et Erin. Pepper et Morgan aperçoivent ensuite une ombre dans le moulin, Erin décidant de s'y aventurer en pensant que le groupe cherche à lui faire peur pour quitter les lieux. Dans le moulin, le groupe découvre le jeune Jedidiah (David Dorfman) qui leur révèle que le shérif est dans sa demeure en train de boire de l'alcool et il est son père. Morgan étant le seul à camper sur ses positions, c'est-à-dire laisser le corps de l'auto-stoppeuse et quitter les lieux, Erin et Kemper décident de partir à travers les bois en direction de la demeure du shérif, laissant les trois autres amis avec le petit garçon. Ils parviennent à une grande demeure perdue au milieu de plusieurs hectares. Ils rencontrent un vieil homme aux jambes amputées nommé Monty Hewitt (Terrence Evans) qui est le propriétaire de la bâtisse. Erin entre pour utiliser le téléphone laissant Kemper à l'extérieur, interdit d'entrer par Monty. Lorsque Erin finit son appel au bureau du shérif, Monty l'appelle à l'aide pour le relever, lui laissant l'opportunité d'attoucher la jeune femme sans qu'elle ne s'en rende compte. Kemper entre à son tour dans la maison pour chercher Erin malgré l'interdiction du vieillard. Alors qu'il fait le tour des salles de la demeure, Thomas Hewitt, alias Leatherface (Andrew Bryniarski), fait sa toute première apparition par surprise et tue le jeune homme d'un coup de masse puis il traîne son corps jusqu'à la cave en passant par une énorme porte qu'il referme violemment. Le bruit alerte Erin qui se met à la recherche de son petit ami, en vain, le vieux cul de jatte lui indiquant que Kemper n'est pas rentré dans la maison. En parallèle, le shérif Hoyt fait son apparition au moulin Crawford et vient à la rencontre d'Andy, Pepper et Morgan. Il agit très bizarrement, entourant le corps de l'auto-stoppeuse avec de la cellophane tout en s'amusant à la tripoter, plaçant le corps dans son coffre juste avant de partir. Erin revient vers ses amis mais constate l'absence de son petit ami. Ils se dirigent vers un emplacement non loin du moulin où sont entreposées des dizaines de carcasses de voitures. C'est là qu'ils retrouvent un bocal rempli d'eau contenant une photo de l'auto-stoppeuse, puis une photo avec elle et sa famille, ce qui commence à éveiller leurs soupçons. Erin décide de repartir pour la maison de Monty accompagnée d'Andy pour rechercher Kemper. Pendant qu'elle fait diversion auprès de Monty, Andy entre dans la maison pour chercher son ami. Lorsque Monty s'aperçoit de la présence d'Andy dans la demeure, il ordonne à Leatherface de se présenter. L'homme fait son apparition et attaque les deux amis avec une tronçonneuse. Erin parvient à s'échapper mais Thomas coupe la jambe d'Andy lorsqu'il s'échappe par le jardin. Il transporte le jeune homme jusqu'à la cave et le suspend à un crochet à viande au-dessus d'un piano tout en rajoutant du sel sur sa jambe avant de l'entourer d'un papier de boucher et de serrer le tout avec des cheveux,,.

Erin retourne au moulin abandonné ou se trouve Morgan et Pepper et tente de s'enfuir avec le van mais le shérif Hoyt refait son apparition et demande ce qui se passe. Il trouve des restes de marijuana dans le cendrier du véhicule et demande aux jeunes une explication, mais ceux-ci mentent en prétendant que ce van et la drogue ne leur appartiennent pas. Le shérif ordonne à Erin, Morgan et Pepper de sortir du van et de s'allonger sur le sol avant de donner le pistolet de l'auto-stoppeuse à Morgan et de lui ordonner de rejouer la scène du suicide. Morgan, effrayé et traumatisé, menace le shérif en retournant l'arme contre ce dernier. Erin lui demande en larmes de baisser l'arme mais Pepper, folle de rage contre le shérif, hurle à Morgan de tirer. Finalement, Morgan tente de tirer sur le shérif mais l'arme n'est en réalité pas chargée, le shérif se rend compte qu'il aurait fait de lui un meurtrier. Il est désarmé, déclare son arrestation et se retrouve menotté, le shérif l'emmenant vers la maison des Hewitt, laissant Pepper et Erin seules au van. Durant le voyage, Hoyt continue de narguer Morgan puis lui fracasse une bouteille d'alcool sur le visage, lui cassant quelques dents de devant au passage. Après avoir nargué Morgan une énième fois, lui révélant qu'il porte un dentier et donc qu'il lui manque des dents (un détail en commun avec le jeune homme dorénavant selon lui), le shérif passe un appel radio demandant à une personne inconnue de passer par le moulin Crawford, deux jeunes femmes « l'attendant » là-bas. Le shérif Hoyt arrive avec Morgan à la maison des Hewitt et il le tabasse. Quelques instants plus tard, Erin et Pepper sont attaquées par Leatherface. Pepper arrive à sortir du van et tente de s'échapper mais Thomas la rattrape et la coupe en deux avec sa tronçonneuse. Erin, horrifiée car témoin de toute la scène, reconnaît en plus le visage de Kemper en guise de masque sur la tête de Leatherface et fini par s'engager dans une course poursuite avec ce dernier à travers les bois,,.

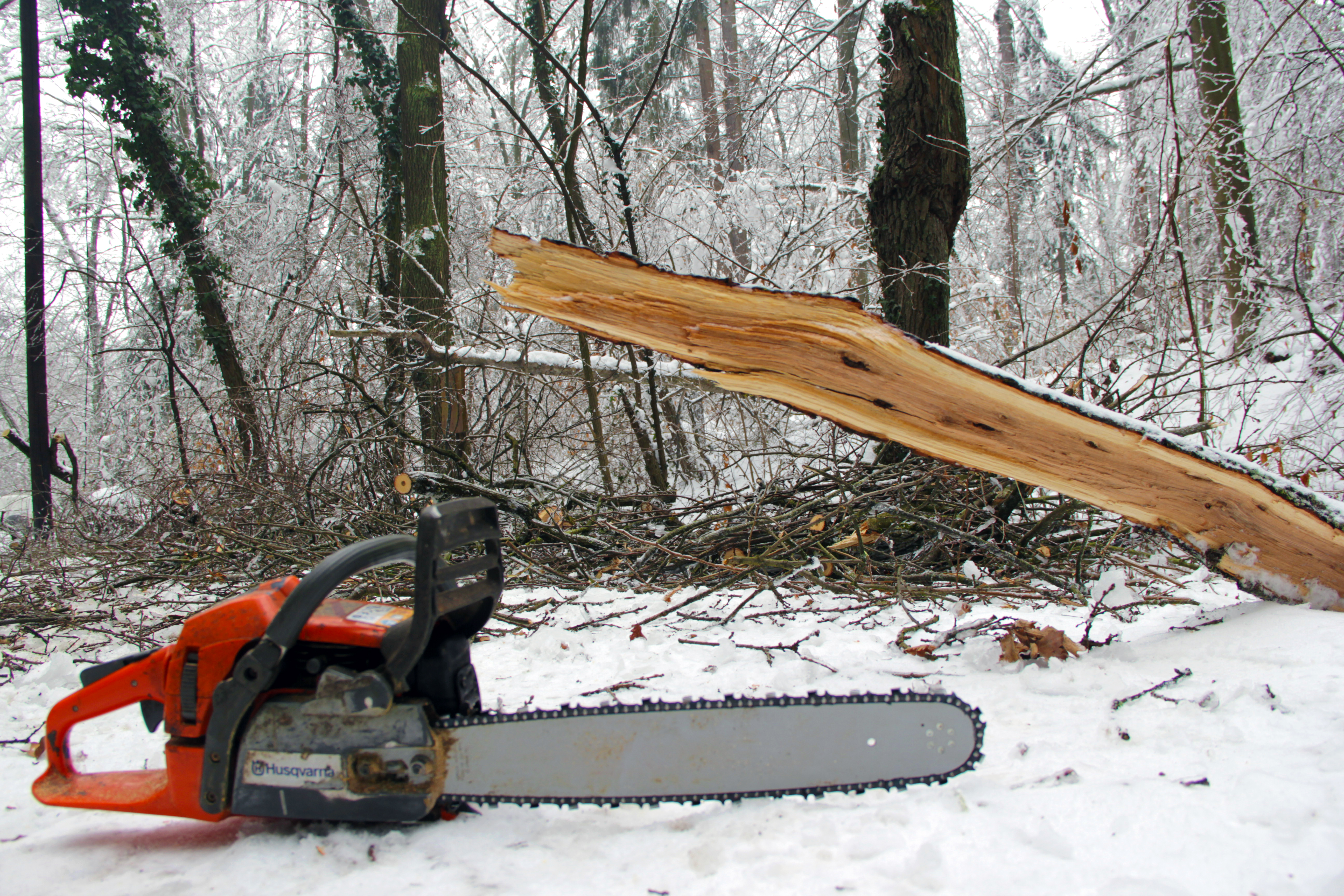
Une tronçonneuse, arme de prédilection de Leatherface.

Elle arrive à la porte d'un mobile home où deux femmes, une dame obèse surnommée Tea Lady et une autre, plus jeune prénommée Henrietta, lui ouvrent la porte. Elles tentent de la rassurer et lui offrent une tasse de thé tout en lui révélant connaître la présence du tueur dans les environs. Elles parlent d'un jeune garçon gentil, atteint d'une maladie de peau très grave et qui ne ferait de mal à personne devant l'état de choc d'Erin. Après avoir dit à cette dernière ne pas avoir de téléphone pour appeler des secours, la sonnerie d'un téléphone retentit dans l’habitacle. Au moment où Henrietta décroche et répond « elle est ici », Erin découvre une photo de l'auto stoppeuse et sa famille et elle comprend que le bébé qu'elle tient dans ses bras a été enlevé et appartient en réalité à la famille de l'auto-stoppeuse qu'elle et ses amis ont tenté d'aider au début du film lorsqu'elle découvre une photo de la jeune femme et du bébé réunis. Lorsque Erin tente de fuir, elle s'évanouit subitement à cause du thé qui était en réalité drogué. La jeune femme se réveille ensuite chez les Hewitt, entourée de la famille au complet : Thomas « Leatherface » Hewitt, sa mère Luda May (qui est d'ailleurs la responsable de la station-service où s'arrêtent les cinq amis au début du film), Monty Hewitt qui est l'oncle de Thomas et enfin le shérif Hoyt qui est son cousin. Jedidiah apparaît également et semble être le petit-fils de Luda May. Luda révèle à Erin les moqueries répétées sur Thomas dans son passé, en lui hurlant le mal que cela a pu faire à elle et son fils. Elle pense également que personne ne semble s’intéresser à eux, ces détails de leurs vies ayant motivé leur folie meurtrière. Jedidiah implore Luda May de relâcher Erin sans lui faire de mal, en vain. Erin est ensuite envoyée dans la cave où elle découvre Andy. Elle tente de le soulever du crochet mais, beaucoup trop faible et ayant peur d'alerter Leatherface s'il tombe sur le piano juste au-dessous de lui, il implore Erin de l'achever. Elle commet le sacrifice en le poignardant et tombe par terre en hurlant de douleur, traumatisée,,. Lorsqu'elle découvre Morgan également dans la cave, celui-ci est toujours menotté ainsi que blessé et elle tente de l'aider tandis que Jedidiah se joint à eux pour les aider à sortir. Alors que Leatherface s'en rend compte, Jedidiah refuse d'accompagner Erin et Morgan, restant derrière eux pour distraire Leatherface, leur laissant le temps de s'échapper. Ils finissent par se cacher dans une maison abandonnée dans les bois et s'y barricadent. Mais Leatherface parvient à défoncer la porte et attaque Erin lorsqu'il découvre sa cachette. Elle ne doit son salut qu'à Morgan lorsque ce dernier intervient et attaque Leatherface, celui-ci laissant tomber sa tronçonneuse. Il prend le dessus sur Morgan grâce à sa corpulence beaucoup plus imposante et le suspend à un lustre avec les menottes qu'il possède toujours aux poignets, puis ramasse sa tronçonneuse pour lui découper l'entre-jambe. Erin s'échappe en hurlant de terreur à nouveau à travers les bois tandis que Leatherface chute et s'ouvre la jambe avec sa tronçonneuse en la poursuivant. Puis, la jeune femme trouve refuge dans l'abattoir de la ville où elle se cache dans un casier. Elle parvient à contrer Leatherface lorsque ce dernier ouvre le casier face à la jeune femme. Alors qu'il est de dos, Erin en profite pour sortir de sa cachette et lui couper le bras avec un hachoir. Sous la pluie, au beau milieu de la route, Erin tombe sur un chauffeur de camion qui lui vient en aide. À bord du véhicule, elle dit vouloir s'éloigner de la ville et rentrer chez elle complètement en état de choc et traumatisée, mais le camionneur décide de s'arrêter à l'endroit le plus proche pour trouver de l'aide et tombe sur la boutique de Luda May. Lorsqu'elle s'en rend compte, Erin devient hystérique en faisant une tentative de dérapage mais le chauffeur, apeuré par sa réaction, parvient à stopper son véhicule à la station essence de Luda. Puis, Erin aperçoit Luda et Hoyt parler avec le chauffeur (qui signale le comportement de la folie d'Erin qui aurait pu avoir un accident sur la route) tandis qu'Henrietta est aussi présente avec le bébé enlevé. Lorsque Henrietta rejoint Hoyt en dehors de la station-service, Erin en profite pour prendre le bébé par sauvetage et faire démarrer la voiture de Hoyt en manipulant les fils du tableau de bord. Au moment où Henrietta se rend compte de la disparition du bébé, ensuite Hoyt inspecte le camion du chauffeur et soudain Erin écrase Hoyt à plusieurs reprises jusqu'à le tuer puis est surprise par Leatherface qui fait une dernière apparition sur la route lorsqu'il tente de la stopper. Erin et le bébé, sains et saufs, parviennent à quitter le hameau'.
La suite des images d'archives de police du début du film est dévoilée : les deux officiers descendus dans la cave découvrent des crochets de boucher suspendus puis l'un d'entre eux est battu à mort. Une forme robuste s'attaque ensuite au second officier de police qui hurle. Le film se termine avec le narrateur qui explique que la scène de crime n'avait pas été correctement sécurisée et que les deux policiers sont morts et leurs obséques sont déclarés. Les images tournées grâce à la caméra d'un des deux policiers dévoilent la toute dernière image clairement visible avant sa mort : le visage de Leatherface, présenté comme la seule image connue du tueur. Le narrateur apprend ensuite aux spectateurs que cette affaire n'est toujours pas classée,.

## Personnages
Pendant la production du film, le scénariste Scott Kosar donne une description détaillée des personnages,, :
- Erin : Erin est une très belle jeune femme qui pourrait très bien être une « Miss Texas » si elle n'était pas un garçon manqué. Elle est une femme forte et intelligente qui puise dans son énergie pour s'en sortir. Erin a également des frères aînés et est en couple avec Kemper depuis 3 ans, dans l'attente d'une demande en mariage de ce dernier. Par ailleurs, elle est originaire du Colorado et a passé quelques mois en maison de correction durant son adolescence, où elle a appris à faire démarrer des véhicules en manipulant les fils du tableau de bord.
- Kemper : il est le petit ami d'Erin depuis 3 ans et possède le van dans lequel les cinq amis se déplacent. Selon la production, Kemper est le personnage qui prend la situation en main et s'impose dans le groupe quand cela est nécessaire. Par conséquent, sa mort après vingt minutes de film est inattendue pour les spectateurs.
- Morgan : il est l'intellectuel du groupe, celui qui en sait beaucoup plus que les autres. Il est originaire de New York.
- Andy : ce personnage est celui qui dit toujours les mauvaises choses au mauvais moment, ce qui le rend bête et difficilement attachant.
- Pepper : Pepper est « l'esprit libre » du groupe. Elle sort avec Andy avec qui elle se bécote à bord du van au début du film et est aussi une amatrice de LSD comme elle le déclare elle-même. Elle est originaire d'Arizona.
- Shérif Hoyt : désigné comme le mari ou le fils de Luda Mae (son statut au sein de la famille n'est clairement pas établi), ce personnage est effrayant au point d'être « le second méchant de l'histoire » selon son interprète, R. Lee Ermey. Le personnage se montre de plus en plus terrifiant au fur et à mesure du déroulement de l'intrigue. Il fait partie de la famille de Leatherface[N 1].
- Luda Mae Hewitt : elle travaille à la station-service où le petit groupe cherche de l'aide mais fait aussi partie de la famille de Leatherface dont elle est la mère. Selon Nispel, c'est une dame qui se montre très gentille au départ puis méchante dans le développement de l'histoire. Elle est la mère de Thomas Hewitt, la grand-mère de Jedidiah et la mère / ou la femme de Hoyt.
- Henrietta Hewitt : elle vit non loin de la maison des Hewitt, dans une caravane et est la sœur de Leatherface, décrite comme « folle » par Scott Kosar. Son apparence physique laisse penser que celle-ci souffre de problèmes de santé ou psychologiques. Ce personnage est inspiré de plusieurs femmes ayant fait la une après avoir enlevé des enfants dans la vie réelle.
- Monty Hewitt : il est en quelque sorte l'homme de la maison, bien qu'il ne soit ni le mari de Luda Mae, ni le père de famille. La famille ne fait que le garder auprès d'elle. Ce personnage reste assez mystérieux bien qu'un détail saute aux yeux des spectateurs : il lui manque ses jambes. Dans une interview, Scott Kosar présume que Monty et Leatherface ont dû entrer en conflit autrefois et que cela a coûté cher au vieil homme[N 2].
- La dame au thé : son lien avec la famille Hewitt n'est pas clairement établi mais elle semble bien s'entendre avec ses membres et est sympathique à l'égard de Thomas. Elle vit dans une caravane.
- Thomas « Brown » Hewitt / Leatherface : ce personnage est le seul de retour dans le remake après être apparu dans le film original. Selon Scott Kosar, il est la source principale de la terreur. Andrew Bryniarski, son interprète, décide de se réapproprier le rôle et d'en faire un personnage avec beaucoup plus de ténacité. Selon lui, cette nouvelle version du personnage est beaucoup plus sombre que celle de l'original qui pouvait être triste : dans le remake, Thomas est conscient de ce qu'il fait et il aime ce qu'il fait. Il est guidé par la rage et la vengeance à cause des traumatismes qu'il a vécus plus jeune. Le visage de Thomas est dévoré par de nombreuses tumeurs qui le défigurent. Cet aspect repoussant est la cause de nombreuses moqueries de la part des enfants de son école, ce qui le traumatise. Bien que Thomas soit un dangereux psychopathe, il est protégé par sa famille qui fait tout pour lui éviter l'asile ou la prison, notamment par Luda Mae (sa mère)[N 3].

## Fiche technique
Sauf indication contraire, les informations mentionnées dans cette section peuvent être confirmées par les bases de données cinématographiques IMDb et Allociné,  présentes dans la section « Liens externes ».
- Titre français et québécois : Massacre à la tronçonneuse
- Titre original : The Texas Chainsaw Massacre[9]
- Réalisation : Marcus Nispel
- Scénario : Scott Kosar, d'après le film Massacre à la tronçonneuse de Tobe Hooper[9],[10].
- Musique : Steve Jablonsky[10] (additionnelle : Mel Wesson et Jay Flood)
- Direction artistique : Scott Gallagher
- Décors : Randy Huke[10] (crédité comme Randy Smith Huke)
- Costumes : Bobbie Mannix
- Photographie : Daniel Pearl[10]
- Son : Joe Hotham
- Montage : Glen Scantlebury
- Production : Michael Bay et Mike Fleiss[9],[10]
  - Production associée : Matthew Cohan et Pat Sandston
  - Production déléguée : Andrew Form, Brad Fuller, Jeffrey Allard, Ed Field et Guy Stodel
- Sociétés de production[9],[10] : Platinum Dunes, Focus Features, New Line Cinema, New Entertainment et  Chainsaw Productions LLC ;  en association avec Radar Pictures
- Sociétés de distribution[10] : New Line Cinema (États-Unis), Metropolitan Filmexport (France), Alliance Atlantis (Canada)
- Pays d'origine :  États-Unis[10]
- Langue originale : anglais[10]
- Budget de production : 9 500 000 $[11]
- Genre : horreur[10]
- Durée : 98 minutes[11]
- Format : couleur / noir et blanc - 35mm - 1.85 :1 - son Dolby Digital / SDDS
- Dates de sortie[10],[11],[12] : 
  - États-Unis : 17 octobre 2003
  - France : 21 janvier 2004
- Classification[10],[13] : 
  - États-Unis : R-Restricted , les moins de 17 ans doivent être accompagnés d'un adulte.
  - France : interdit aux moins de 16 ans lors de sa sortie en salle (visa d'exploitation CNC no 109641 délivré le 20 janvier 2004).
  - Québec : 16+ , le film peut être vu uniquement par des personnes de 16 ans ou plus.

## Distribution
- Jessica Biel (VF : Julie Turin - VQ : Camille Cyr-Desmarais) : Erin
- Jonathan Tucker (VF : Guillaume Lebon - VQ : Hugolin Chevrette) : Morgan
- Erica Leerhsen (VF : Marie-Eugénie Maréchal - VQ : Nadia Paradis) : Pepper
- Mike Vogel (VF : Thierry Ragueneau - VQ : Sébastien Delorme) : Andy
- Eric Balfour (VF : Damien Boisseau - VQ : Jean-François Beaupré) : Kemper
- R. Lee Ermey (VF : Vincent Grass - VQ : Vincent Davy) : Charlie Hewitt Jr. / le shérif Winston Hoyt
- Andrew Bryniarski : Thomas Brown Hewitt dit « Leatherface[N 4] »
- David Dorfman : Jedidiah
- Lauren German (VF : Catherine Hamilty) : l'auto-stoppeuse
- Terrence Evans (VF : Richard Leblond - VQ : Hubert Fielden) : le vieux Monty Hewitt
- Marietta Marich (VF : Mireille Delcroix - VQ : Élisabeth Chouvalidzé) : Luda Mae Hewitt
- Heather Kafka : Henrietta Hewitt
- Kathy Lamkin : la dame dans la caravane ou Tea Lady
- John Larroquette (VF : François Berland) : le narrateur

Sources : Doublage français sur Rsdoublage.com et Allodoublage.com, doublage québécois sur Doublage.qc.ca et distribution sur Allociné.fr et SensCritique.com
,,,,

Photos des principaux acteurs.
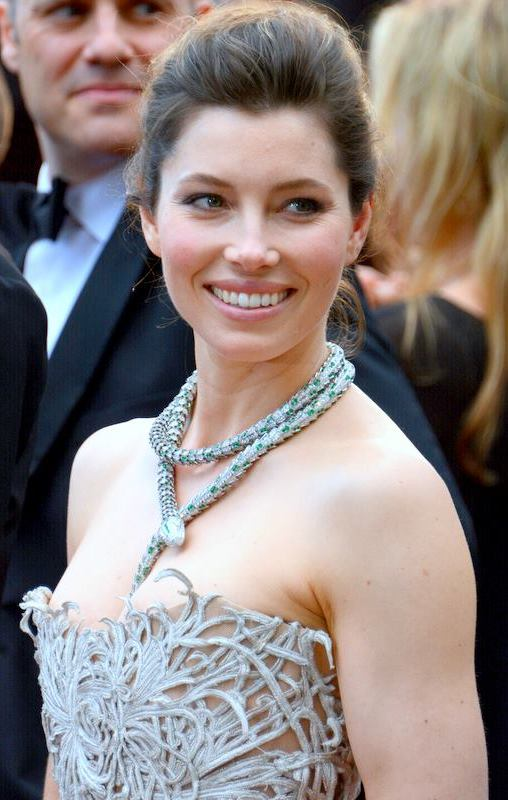
Jessica Biel en 2013.
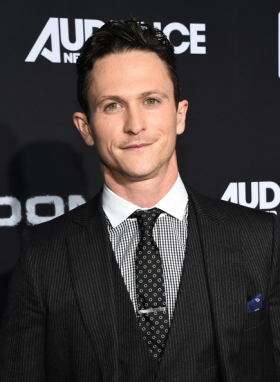
Jonathan Tucker en 2016.
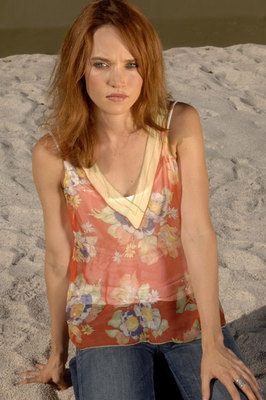
Erica Leerhsen en 2007.
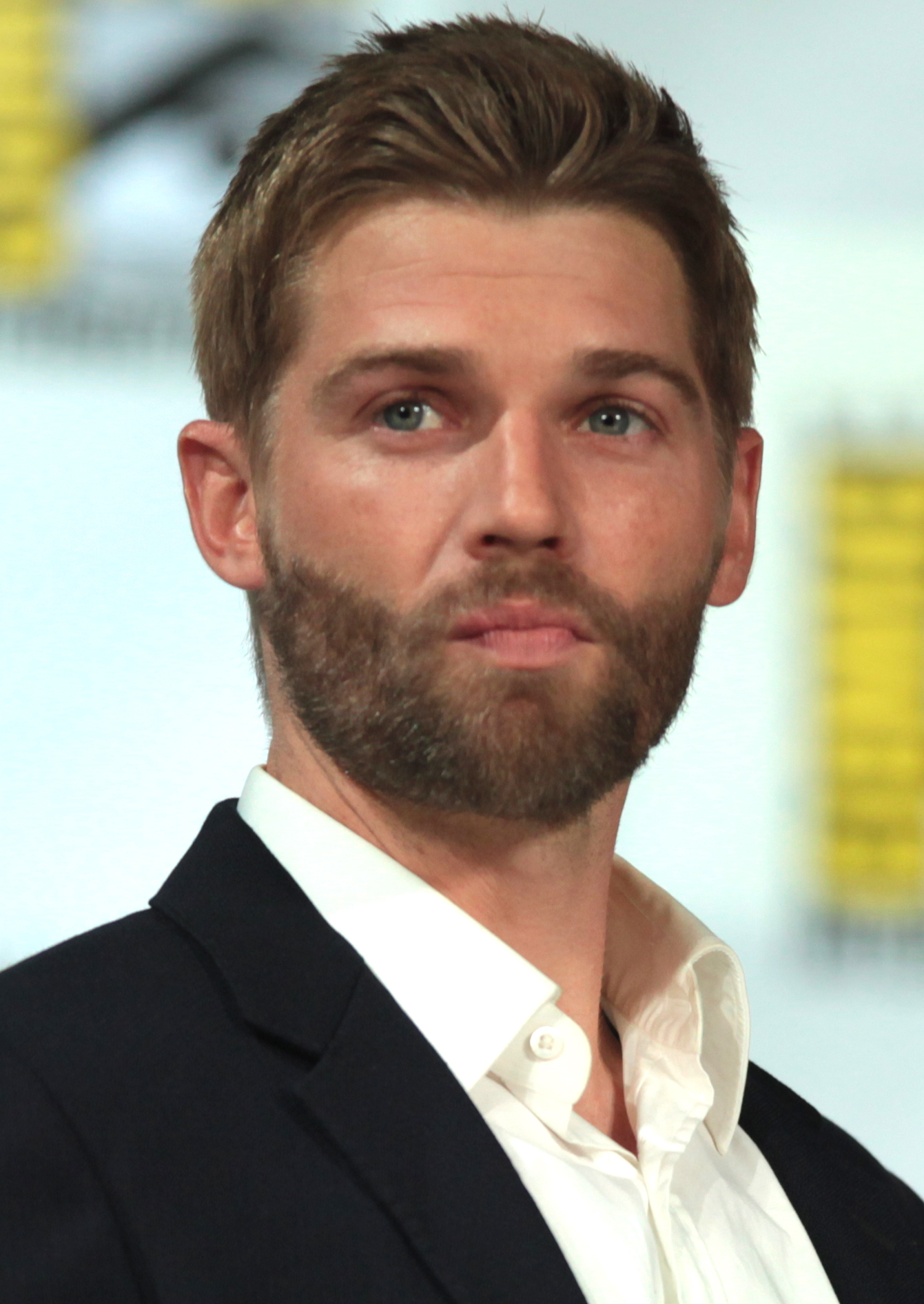
Mike Vogel en 2014.
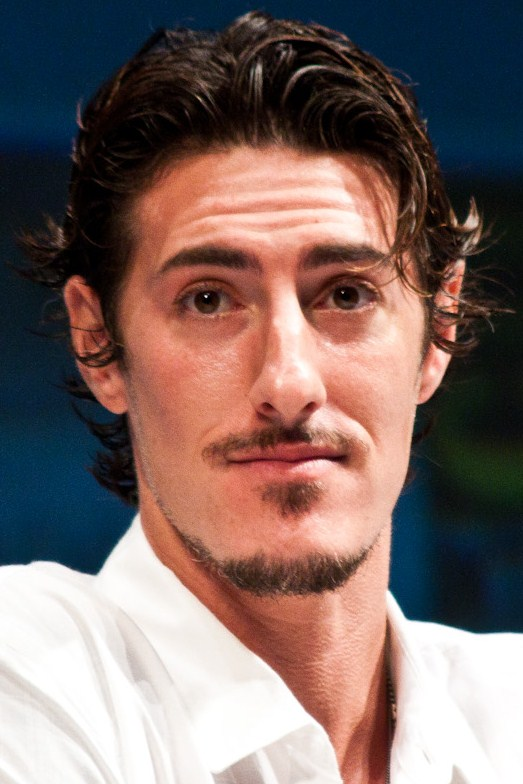
Eric Balfour en 2010.
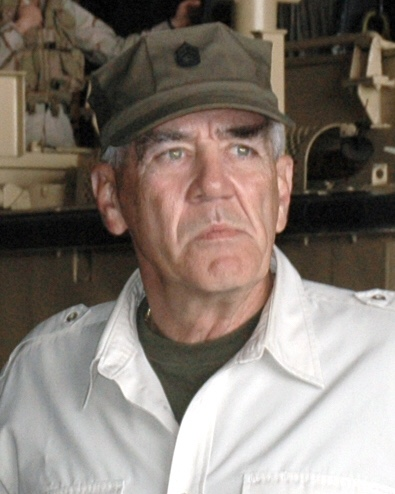
R. Lee Ermey en 2005.
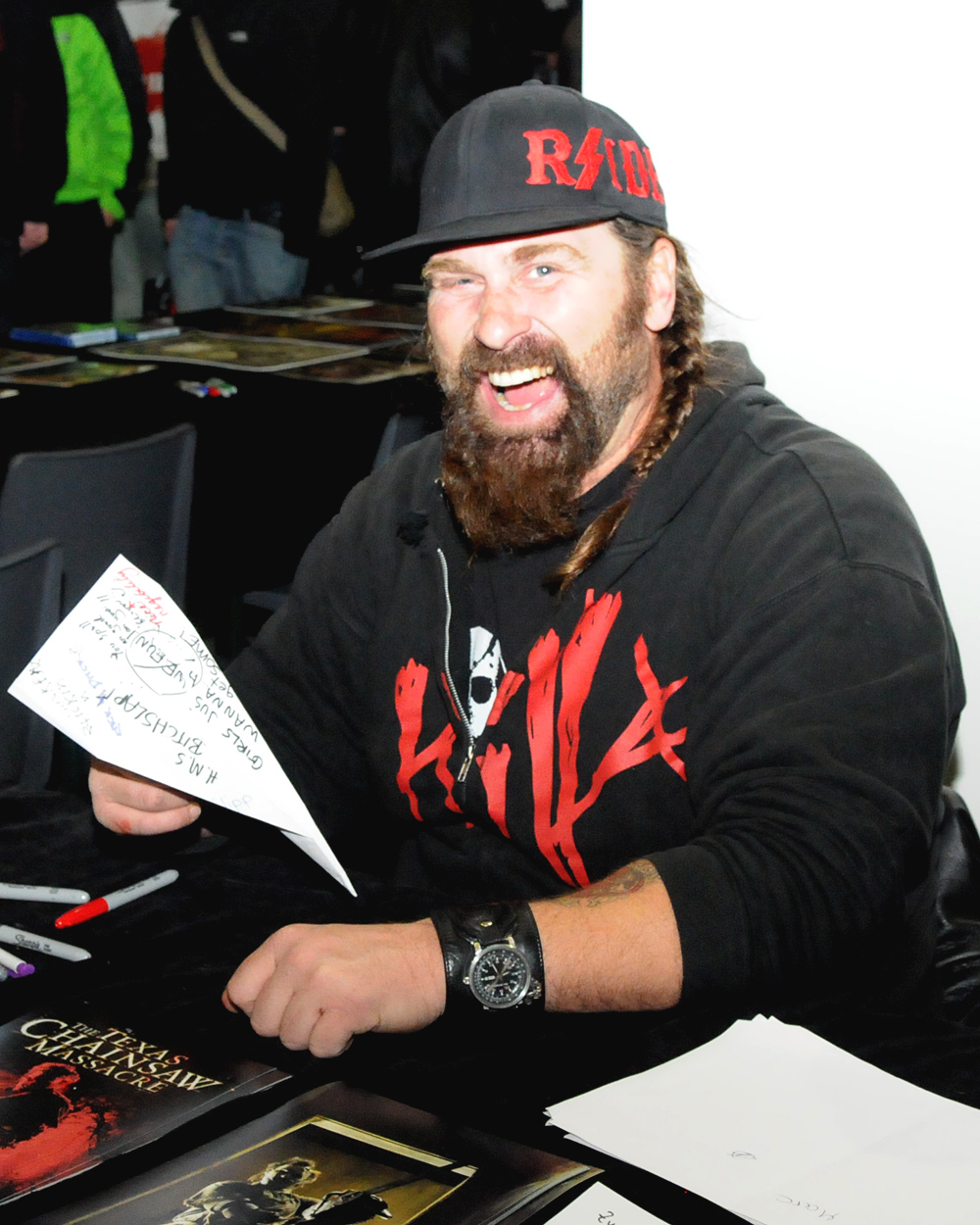
Andrew Bryniarski en 2013.

## Production

### Développement

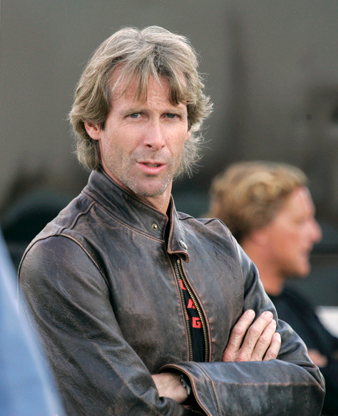
Michael Bay officie en tant que producteur du remake de Massacre à la tronçonneuse.

Le cinéaste Michael Bay commence sa carrière en réalisant des vidéoclips pour des artistes de l'industrie musicale, avec très peu de moyens, l'initiant à la technique du cinéma de guérilla. En 2001, Bay crée avec les producteurs Andrew Form et Brad Fuller la société Platinum Dunes, dont l'objectif à l'époque est de se focaliser sur la production de films à petit budget, où le film serait « la star », a contrario de Michael Bay qui est lui-même connu pour produire des films aux budgets conséquents comme Pearl Harbor et Armageddon. L'idée des producteurs avec Platinum Dunes est de produire des films sous la barre des 20 millions de dollars en respectant le concept et le marketing, sans pour autant dépenser des budgets colossaux. Pour Bay, son désir était de créer une société capable d'aider des nouveaux réalisateurs à faire des films,.
Alors qu'ils se penchent sur différents films à produire, les droits de Massacre à la tronçonneuse deviennent disponibles. Le 5 décembre 2001, le site Creature Corner annonce Michael Bay et sa société à la tête de la production du nouveau film avec également à ses côtés les deux jeunes producteurs Brad Fuller et Andrew Form. Il s'agit d'un remake que Bay souhaite produire et non une suite. L'idée d'un remake du film Massacre à la tronçonneuse de Tobe Hooper est tièdement accueillie par l'opinion publique, les fans de la franchise, en particulier du film original, ne voyant pas l'intérêt de faire le remake d'un film aussi culte que celui-ci et aux fans si nombreux. Grâce à la technique du cinéma de guérilla acquise par Bay, le cinéaste se tient prêt pour le début du tournage de Massacre à la tronçonneuse qui s'annonce pourtant difficile avec peu de moyens mis à disposition pour sa réalisation. Brad Fuller révèle qu'il existait des rumeurs à l'époque des débuts de la production disant que Michael Bay serait le réalisateur. Même s'il n'en a jamais été question, Bay avoue qu'il aurait aimé réaliser certaines scènes du film. Le site 13th Street annonce à l'époque que la société Platinum Dunes doit sûrement désormais posséder les droits car la production recherche activement un écrivain pour le scénario tout en révélant que le budget estimé du film s'élève entre 5 et 10 millions de dollars. Le budget véritable fourni est alors de 3 millions. Quelques années avant que la production ne se forme, Mike Fleiss, un producteur de télé-réalités américaines et notamment président de la compagnie de production Next Entertainment, tisse des liens avec Tobe Hooper et Kim Henkel et les convainc d'être la personne capable de produire le remake de leur film. Lorsque Brad Fuller parle de sa compagnie à Mike Fleiss, ce dernier a l'idée d'aller en parler à Hooper et Henkel pour voir ce qu'ils en pensent. Le budget du remake passe finalement de 3 millions de dollars à plus de 9 millions,,,,.
De son côté, Bay a l'idée d'enregistrer une femme dans une maison, plus précisément dans une grande salle, avec un fond totalement noir et seulement plusieurs sons audibles avec une technique STDS : la femme court dans la salle, monte des marches en bois puis se rapproche et ouvre une porte. Elle se barricade en entassant des objets, puis des pas d'homme se font entendre. La fille respire doucement tandis que les pas se rapprochent. L'homme arrive devant la porte puis après quelques secondes sans un bruit, l'homme tente de fracasser la porte et démarre une tronçonneuse qui ouvre celle-ci sous les cris assourdissants de la femme. La vidéo est dévoilée à l'AFM (American Film Market) à Santa Monica pour ensuite être vendue à l'étranger. La production du film rencontre les studios US et leur fait écouter la vidéo. Le film est acheté le jour même, avant même l'apparition d'un script ou de l'écriture d'une seule page de scénario, fait rare dans le monde du cinéma. Le remake est vendu à la société New Line Cinema et la nouvelle est dévoilée le 19 juin. Cette société a toujours été vue comme créatrice de films qui « rapprochent » les gens : « les couples vont voir ces œuvres, prennent peur puis se prennent les mains, ce qui pousse les spectateurs à revenir voir ces films » selon Robert Shaye. New Line Cinema a d'ailleurs récupéré les droits de distribution du film original en 1983 à la suite de la perte des droits de la société originale détentrice Bryanston Distributing Company,,,.
« Nous ne voulons pas faire beaucoup de films, pas plus de deux par an ... ces petits métrages ont beaucoup de potentiel au niveau du profit. Vous pouvez les faire pour 5 millions de dollars, et s'ils ont deux bons week-ends, ils sont extrêmement rentables ».
- Bay à propos de la société Platinum Dunes.
Dès le départ, l'intérêt de la production est de ne pas réaliser un film « hippy gore ». L'idée de Michael Bay est de revenir à « la vieille école de l'horreur », c'est-à-dire des films beaucoup plus brutaux, noirs et réalistes dans leurs récits. La production appuie la recherche sur un scénariste qui a du respect pour le travail de Tobe Hooper, notamment sa production sur le film original, tout en ajoutant un regard neuf sur le scénario. Alors que Variety annonce le 31 janvier 2002 les retours de Hooper et Kim Henkel pour l'écriture du scénario du remake dans un premier temps, leurs recherches s'arrêtent en réalité sur Scott Kosar que Michael Bay considère comme un homme à « l'esprit tordu ». L'arrivée du scénariste est annoncée par Variety le 18 juin 2002,,,. Au niveau de la réalisation, la production recherche un réalisateur intéressant avec un style très personnel et surtout nouveau dans le milieu, qui n'a jamais réalisé de films jusqu'à présent. Ils se tournent donc vers le milieu musical, en particulier les vidéoclips. Les producteurs passent des mois à la recherche du bon réalisateur jusqu'à ce qu'un agent de la Creative Artists Agency contacte la production pour leur proposer le nom de Marcus Nispel qui semble être intéressé. Michael Bay, qui connaît Nispel et le trouve talentueux, est intéressé par cette proposition et demande à le voir. La production est impressionnée par le travail de l'artiste, argumentant qu'elle n'avait rien vu de meilleur jusqu'alors. Marcus Nispel, jusqu'alors réalisateur de clips musicaux pour des artistes tels que Janet Jackson, George Michael, Billy Joel, Elton John, Bryan Adams ou encore Mylène Farmer, a toujours voulu réaliser son premier film avec New Line. Il présente aux producteurs son approche de la réalisation du remake en leur expliquant ce à quoi allait ressembler le film, en leur montrant plus de mille photographies et en leur expliquant ce que le long-métrage allait leur faire ressentir, ce qui rejoint les idées et la vision du film que les producteurs se faisaient déjà du projet. L'annonce publique de l'arrivée à la réalisation de Marcus Nispel est faite par Variety le 19 juin 2002,,,,,. La photographie du film est réalisée par Daniel Pearl, déjà à ce poste sur le film original. Ami et monteur de plusieurs vidéoclips réalisés par Marcus Nispel, Daniel Pearl est contacté par Nispel en personne qui lui propose de rempiler pour le tournage du remake, proposition que Pearl accepte immédiatement, tandis que Michael Bay propose à Scott Stoddard de réaliser les truquages du film et le masque de Leatherface après avoir vu son travail sur Pearl Harbor, notamment dans les effets maquillage,,.

### Scénario

#### Inspirations

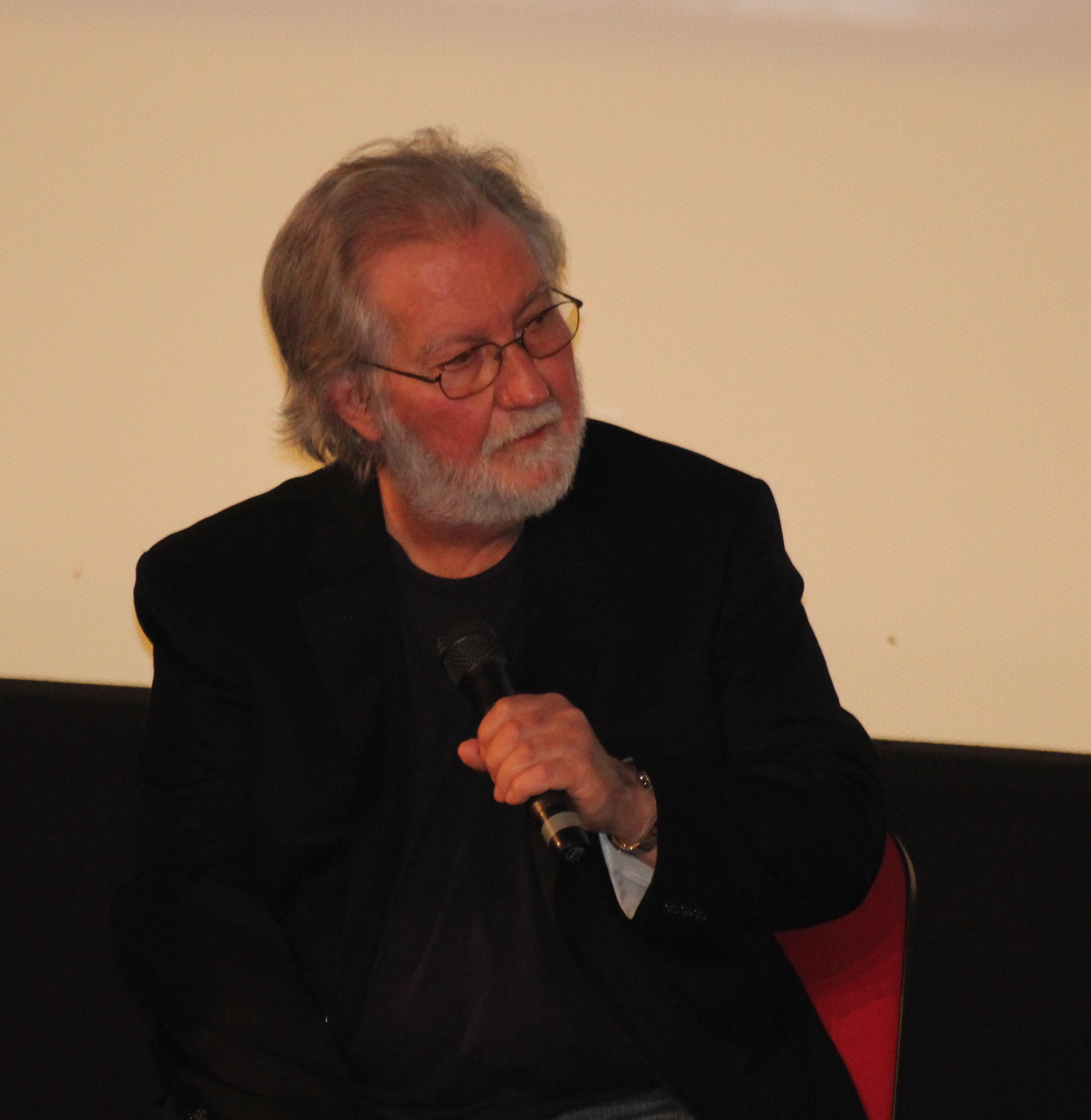
Tobe Hooper, réalisateur et co-scénariste du film original.

Au-delà du fait que le Massacre à la tronçonneuse de 1974 soit un classique du genre pour beaucoup de spectateurs, certaines personnes imaginent son scénario basé sur une histoire réelle. Cet élément donne à Michael Bay l'idée de baser également le scénario du remake sur une histoire vraie. En analysant le film original, Nispel comprend qu'il est important de faire un remake différent du premier film. L'objectif est de surprendre les spectateurs ; ils croient savoir ce qui va arriver en ayant vu l'œuvre de Tobe Hooper alors que le scénario du remake se dirige vers quelque chose de différent. Le site Creature Corner dévoile à l'époque une première intrigue qui pourrait servir de base pour le scénario : le film devrait se dérouler sous la forme de flashback de Sally Hardesty, héroïne du film original, qui relate la tragédie aux autorités tandis que les spectateurs découvrent par la suite l'histoire,.
Marcus Nispel commence par le storyboard et dessine tout le film ; il imagine des dessins et des ébauches du film dans sa globalité en trois jours. Dès le début de la production, il pense à revenir au genre du snuff movie, en partie pour garder l'aspect viscéral du film original tout en reproduisant le côté réaliste de celui-ci, avec le consentement de Daniel Pearl, le directeur de la photographie. Comme pour le film original, ce nouveau Massacre à la tronçonneuse s'inspire de faits réels, à savoir la vie du tueur en série Ed Gein, ou « Le boucher de Plainfield », qui est responsable de plusieurs meurtres perpétrés entre 1954 et 1957. Comme démontrer à travers la plupart des films de la franchise, Ed Gein a notamment confectionner des habits avec des restes humains. Le scénariste essaie aussi de se baser sur de réelles affaires criminelles autres que celle de Gein, dont notamment une hausse des enlèvements d'enfants les cinq années qui précèdent le tournage du film. Cela inspire notamment l'arc narratif de la sœur de Thomas Hewitt, Henrietta, qui a enlevé l'enfant de l'auto-stoppeuse que ramassent les cinq amis au bord de la route au début du film. Puis, lorsque la production observe les rushes du premier jour de tournage, Nispel se rend compte que le film ne sera pas le snuff movie qu'il s'imagine,,,,. Le film garde la base du scénario du film de 1974, à savoir la bande de jeunes qui roule à bord d'un van et qui sont pris au piège par une famille psychopathe. Certains des éléments cultes du film original (comme la tronçonneuse et le crochet à viande suspendu au plafond) ainsi que le cadre géographique et temporel de ce dernier sont également gardés. Le scénario fait un total de 120 pages et chaque page correspond à une minute de temps à l'écran. Le film devant durer 90 minutes au total, des scènes doivent être alors découpées et supprimées au montage final. Le personnage d'Erin était à l'origine enceinte dans le remake, ce qui explique pourquoi elle est la seule à ne pas fumer de la marijuana au début du film quand les adolescents se trouvent dans le van, mais les scènes sont coupées au montage. Alors que l'idée de faire d'Erin une femme enceinte est supprimée au montage final, Nispel décide d'inclure la bague de mariage que Kemper souhaite offrir à la jeune femme pour donner une dimension émotionnelle lors de la mort du personnage. C'est ainsi que la scène où Kemper, déjà mort, est suspendu à l'envers au-dessus d'une baignoire et où une bague tombe de sa poche est écrite puis incluse dans le montage final,,.
L'acteur R. Lee Ermey souligne la noirceur des dialogues du film, en particulier lorsque son personnage est à l'écran et notamment la scène dans laquelle il emballe le corps de l'auto-stoppeuse. Tout le dialogue de cette séquence est improvisé comme le révèle Brad Fuller.

#### Différences avec le film de 1974

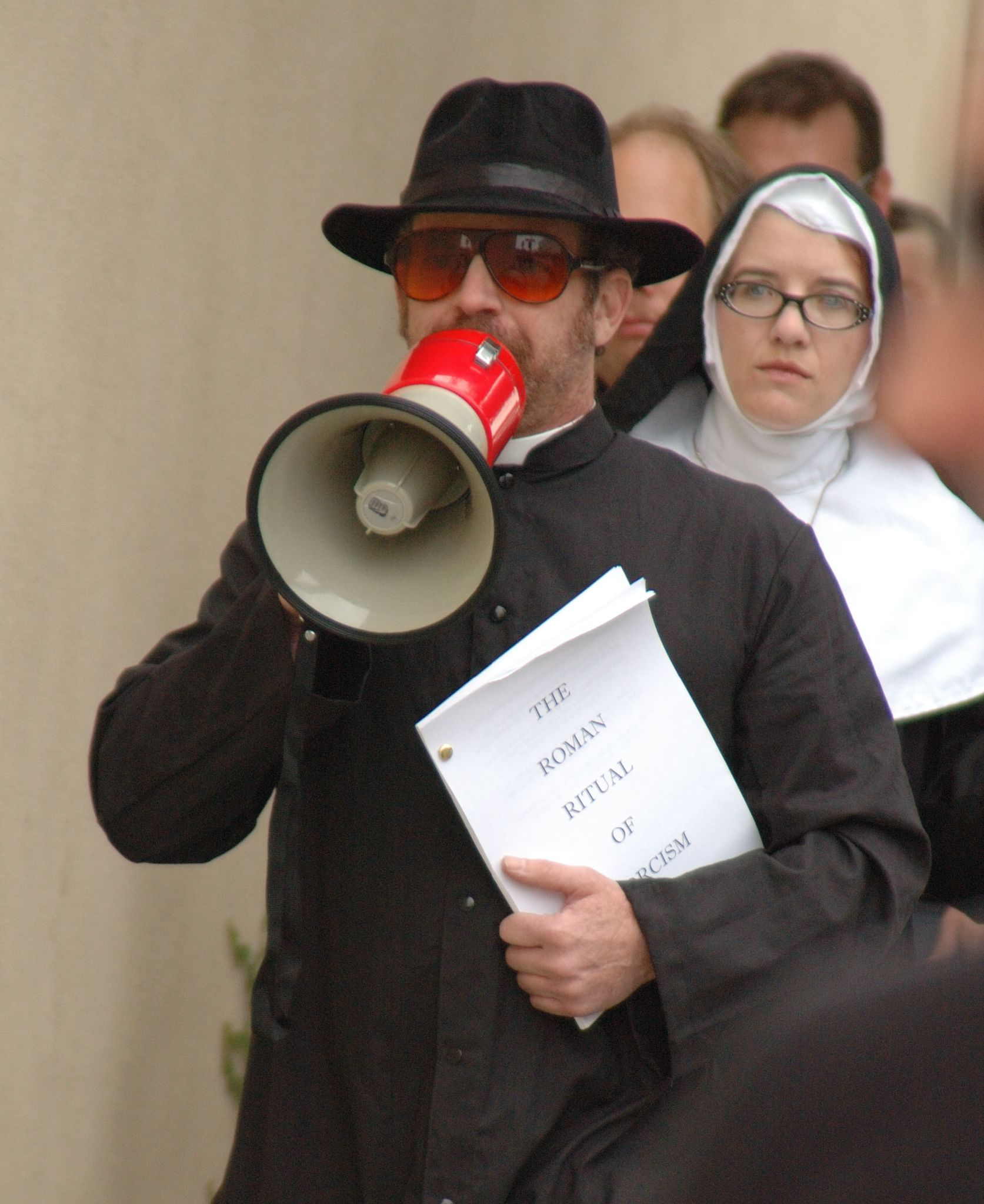
Scott Kosar, scénariste de Massacre à la tronçonneuse, ici en 2007 lors de la grève de la Writers Guild of America.

Le script change considérablement sur certains détails du film original pour ne pas faire du remake un copier-coller. L'une des premières idées de Scott Kosar concerne l'auto-stoppeur qui apparaît dans le film original. Pour lui, il est impossible d'améliorer le personnage : « Il n'y avait aucun moyen de faire mieux que l'auto-stoppeur du premier film. On n'allait pas reprendre le personnage, il avait déjà été fait et je savais qu'il ne fallait pas faire pareil. » Il décide de modifier la scène tout en essayant de trouver une raison d'amener les personnages principaux en ville. Il opte pour un scénario encore plus dérangeant et intègre une auto-stoppeuse, qui apparaît en larmes aux protagonistes en parlant d'un  « homme méchant », et son suicide quelques minutes après le début du film alors que les 5 jeunes personnages roulent à travers le Panhandle du Texas. Il s'agit d'une idée qu'il trouve dramatique, d'autant plus que les scènes suivantes se poursuivent avec le corps de la jeune femme à l'arrière du van sans savoir ce qu'ils vont en faire, tout en cherchant de l'aide dans la ville la plus proche. Dans le script original, le personnage de l'auto-stoppeuse devait être âgé de 15 ou 16 ans avant que la production ne décide de lui donner la même tranche d'âge que les personnages principaux. L'un des principaux changements du film se déroule directement à la scène d'ouverture, lorsque Kosar à l'idée de présenter une série de vidéos et de documents qui présente une histoire vraie sur un massacre s'étant déroulé trente ans auparavant,,'. Le reste du film dévie totalement du scénario du film original : alors que les jeunes du film original veulent s'assurer qu'un tombeau familial est intact, ceux du remake voyagent en direction d'un concert des Lynyrd Skynyrd. Alors qu'ils continuent leur route, ils manque de renverser une jeune fille sur la route et s'arrêtent pour s'assurer qu'elle va bien. En détresse, les jeunes lui viennent en aide et la font grimper à bord du van. Ils gardent cependant une certaine distance avec elle, la laissant assise sur la banquette arrière tandis qu'ils sont tous assis face à elle de l'autre côté. Elle commence à pleurer à propos d'un « homme méchant » et est prise de panique lorsque le groupe dépasse un abattoir. Puis, elle sort un pistolet et se suicide. Les adolescents sont complètement bouleversés et terrifiés par toute la situation. Ils veulent faire les choses de la bonne façon et se mettent donc en route, trouve une station-service et s'y arrête pour appeler le shérif. Sans le savoir, ils ont atterris dans un hameau entièrement gérer par la famille Hewitt qui n'a pas l'intention de les laisser repartir. Hormis pour l'auto-stoppeuse anonyme, Massacre à la tronçonneuse élimine tous les liens familiaux du côté des victimes. Erin et Morgan ne sont pas frère et sœur et aucun des adolescents n'a de lien de parenté avec qui que ce soit'.
Pour différencier les scénarios de l'original et du remake, Kosar s'attaque aussi à la dynamique de la famille meurtrière : dans le film original, Leatherface est le véritable monstre alors que toute la famille forme un monstre composite. Ces personnages sont des alter ego psychopathes, ils sont en quelque sorte chacun d'entre eux des fragments de la personnalité de Leatherface. Dans le remake, chaque membre de la famille est un personnage totalement en marge de la société et complètement à l'opposé du style du « gars de la ville ». Scott Kosar les écrit de sorte que l'on remarque immédiatement cette frontière entre ces deux personnalités. L'ensemble des personnages sont réécrits, renommés voire littéralement changés pour que le scénario n'inclue pas les mêmes antagonistes que le film original. Une autre façon pour que les fans du premier film soient surpris en visionnant le film de Nispel. Aux yeux du réalisateur, ces changements fondamentaux sont la raison pour lui de réaliser n'importe quel remake. La bande d'antagonistes passe donc de quatre membres dans l'original à sept dans le remake. Quant au personnage de Leatherface, Kosar décide d'étendre son histoire en insistant sur sa psychologie, faisant de lui un petit garçon traumatisé dans son enfance par ses camarades de classe à cause des tumeurs qu'il développe au cours de ses premières années de vie. Son visage est dévoré par la maladie, ce qui cause sa différence et les nombreuses moqueries qu'il subit, d'où les masques qu'il porte pour se cacher le visage. La version de Leatherface d'Andrew Bryniarski, que se nomme cette fois-ci Thomas Hewitt, est similaire à la version de Gunnar Hansen car il aime toujours porter des masques faits en peau humaine, mais le tueur du remake il est plus brutal. C'est un Leatherface plus intelligent, plus fort et plus rapide qui n'est pas autant enfantin ou en détresse que dans sa première version,.
En hommage au film original, le nom de famille d'Erin devait à l'origine être Hardesty, comme pour celui de Sally, l'héroïne du film original. L'une des grandes scènes manquantes dans le remake est celle du dîner, présente dans le film de Hooper. La production a l'idée d'intégrer cette scène dans le film de Nispel mais pour des raisons artistiques, la scène n'est finalement pas réalisée. À la place de la scène du dîner, une partie du film se déroule dans un abattoir, qui était d'ailleurs un élément présent dans l'original mais que la production veut approfondir dans le remake car selon Brad Fuller, l'antagoniste principal qu'est Leatherface a grandi dans un abattoir. Scott Kosar émet aussi l'idée de limiter l'aspect cannibale du film. Le thème est sous-jacent et n'apparaît pas de façon directe aux spectateurs bien qu'il soit présent dans le long-métrage à la différence du film de Hooper. Aussi, l'antre de Thomas Hewitt où il réalise ses atrocités se trouve dans la cave et non pas au rez-de-chaussée de la maison comme dans l'original,,,.

### Choix des interprètes

#### Les jeunes adultes

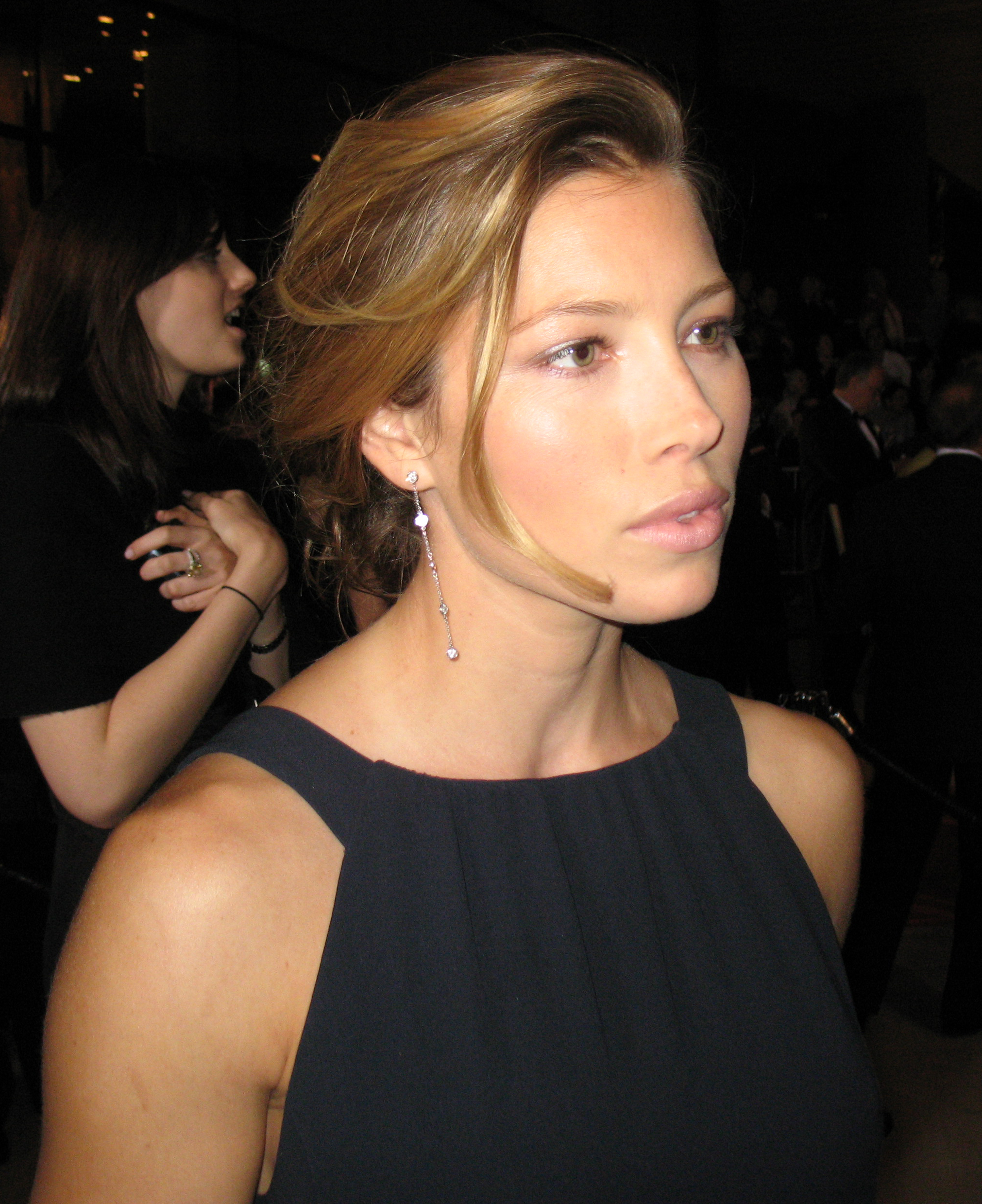
Jessica Biel, ici au Palm Film Festival en 2007, interprète le rôle d'Erin.

L'un des côtés primordiaux du film pour la production est le casting. Marcus Nispel révèle d'ailleurs que l'un des aspects dont la production est la plus fière est la distribution des acteurs. La production recherche de bons comédiens mais aussi une certaine harmonie ainsi qu'une alchimie entre eux pour donner l'impression qu'il s'agit d'une réelle bande d'amis partie en road-trip :
Jessica Biel a grandi sous les feux des projecteurs notamment pour son rôle dans la série télévisée Sept à la maison qu'elle tient depuis plus de sept ans. Lorsque Jessica Biel décroche le rôle d'Erin dans Massacre à la tronçonneuse, il y a cette volonté selon Marcus Nispel de briser cette image d'enfant-acteur en intégrant le casting d'un film au ton beaucoup plus sombre. Biel décide aussi d'auditionner pour le rôle car elle est fan de films d'horreur depuis son enfance mais aussi lorsqu'elle entend parler de la présence de Michael Bay à la production ainsi que Marcus Nispel à la réalisation et révèle aussi adorer le scénario. Biel interprète le rôle d'Erin, une femme forte et intelligente, un personnage capable d'attirer la sympathie du public féminin qui aime voir des femmes battantes et des héroïnes intelligentes auxquelles elles peuvent s'identifier. Les actrices Katie Holmes, Kirsten Dunst et Jessica Alba sont toutes envisagées pour le rôle avant que Biel ne le décroche,,.
Lorsque la production recherche un acteur pour prêter ses traits au personnage de Kemper, elle ne recherche pas forcément un acteur au style sympathique mais capable d'être aussi « minable ». La femme de Marcus Nispel est fan de la série Six Feet Under dans laquelle joue l'acteur Eric Balfour. C'est elle qui recommande Balfour à Nispel pour le rôle. Jouer dans un film d'horreur est selon les dires d'Eric Balfour un véritable rêve à l'époque. Lors de son audition, l'acteur dégage une autorité naturelle dès son arrivée, ce qui lui permet de remporter le rôle. Selon Nispel, l'acteur est extraordinaire, sa présence sur le tournage étant très agréable et le réalisateur se dit être fier de la performance de l'acteur. L'obtention des rôles de Jessica Biel et Eric Balfour est dévoilée par Variety le 19 juin 2002,,.
Jonathan Tucker commence sa carrière assez jeune et se diversifie dans ses rôles notamment pour les films Virgin Suicides ou encore Sleepers, ce qui attire la production. Pour Tucker, sa vision du monde est totalement différente de celle de Marcus Nispel, ce qui le forge dans sa carrière d'acteur. Bien qu'Andrew Form félicite les talents d'acteurs de ce dernier, le physique de l'acteur ne colle pas avec le personnage selon Nispel. Pour ce dernier, Jonathan Tucker possède une « bouille d'ange » ce qui le rend difficilement convaincant dans un rôle cynique. Nispel rappelle malgré tout Tucker, lui proposant de se faire un relooking : il laisse pousser sa barbe pour paraître plus âgé et porte une paire de lunettes de vue comme celles que porte Richard Dreyfuss dans Les Dents de la mer. Puis il transmet une cassette de lui-même à Marcus Nispel qui lui offre le rôle.
Le rôle d'Andy, confié à Mike Vogel, est le plus difficile à caster pour Nispel. Vogel s'exclame lors de son audition à propos du personnage : « Il dit des conneries mais je l'aime bien ». Le rôle de Pepper est confié à Erica Leerhsen dont les talents d'actrice sont appréciés par la production, notamment par Brad Fuller qui déclare : « Erica fonce, quoi qu'il arrive. Elle n'est pas expansive ». Nispel loue également la qualité des cris de l'actrice. Pendant son audition, l'actrice joue la scène où son personnage est présent auprès d'Erin lorsque cette dernière tente de redémarrer le van. En plein milieu de l'audition, Marcus Nispel demande à Leerhsen de crier le plus fort possible. Alors que les auditions se passent dans un bâtiment où se trouvent des bureaux, les employés prennent tellement peur à cause des cris poussés par l'actrice qu'ils croient qu'une femme est attaquée. La production est également agréablement surprise de voir l'actrice être capable de passer des cris aux rires en une fraction de seconde après son audition, relevant d'un grand talent de comédienne. D'après Nispel, le fait qu'Erica ait joué à plusieurs reprises pour Woody Allen est une valeur sûre à ses yeux, une garantie. Leerhsen décide d'auditionner pour le film après avoir visionné le film original et avoir été terrifiée par ce dernier.
Le 4 septembre 2002, Fangoria confirme à son tour la présence d'Eric Balfour au casting et annonce l'arrivée d'Erica Leerhsen et R. Lee Ermey. Cependant, l'identité de l'acteur jouant Leatherface reste inconnue mais il est confirmé que Gunnar Hansen, qui interprète le rôle dans le film original, ne joue pas le rôle dans le remake. Dans un message destiné au site Mania Beyond Entertainment, une personne prétend connaître l'identité de l'interprète de Leatherface en la personne de Dolph Lundgren. Cette information est ensuite très rapidement démentie par la production. Même si son identité est inconnue, Fangoria parle d'un acteur « qui remplit ce masque avec enthousiasme tout en étant effrayant. Il fait preuve de perfectionnisme. »

#### La famille Hewitt et les rôles secondaires

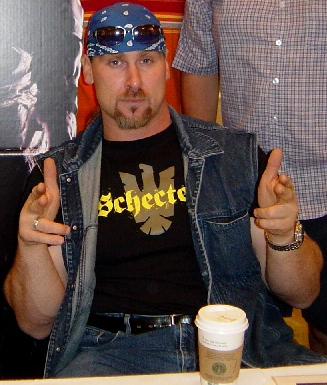
Andrew Bryniarski, ici en 2007, est l'interprète de Leatherface.

Les recherches pour trouver un acteur capable d'être inquiétant et effrayant dans le rôle du shérif Hoyt s'avèrent difficiles. Mais Brad Fuller contacte Michael Bay en lui proposant l'acteur R. Lee Ermey, connu à l'époque pour son rôle dans le film Full Metal Jacket et dans lequel il impressionne les producteurs. Pour R. Lee Ermey, les caractéristiques de ce personnage ne sont pas plus différentes que celles des autres personnages qu'il a l'habitude de jouer puisqu'il est habitué aux rôles de « méchants ». Selon lui, lorsqu'un acteur joue un personnage gentil, un héros, le comédien doit faire en sorte que le public aime son personnage et éprouve de la sympathie pour lui. Ce qui n'est pas le cas des rôles de méchants dans lesquels les acteurs n'ont par conséquent pas l'obligation d'adopter une personnalité très douce et gentille. C'est pour cette raison qu'Ermey a adoré jouer le rôle de Hoyt. Selon Brad Fuller, l'acteur apporte au personnage une dimension de « taré bizarre »,.
Pour le rôle de Luda Mae, la mère de Thomas Hewitt / Leatherface, la production engage Marietta Marich qui est « fantastique » selon Marcus Nispel. Pour celui de Jedidiah, la production recherche un jeune acteur aux capacités de comédiens importantes et opte pour David Dorfman. Terrence Evans est quant à lui choisi pour le rôle de Monty Hewitt. En raison de l'âge de l'acteur, Marcus Nispel le prévient quant aux exigences physiques de son rôle dont notamment rester agenouillé sur une chaise pour les besoins des effets spéciaux liés aux jambes amputées du personnage pendant quelques séquences. Mais l'acteur, ayant été habitué à travailler sur les genoux dans le passé comme poseur de moquettes, accepte ces conditions. Pour le rôle d'Henrietta Hewitt, à savoir la sœur de Thomas, la production hésite entre deux actrices : Heather Kafka et Kathy Lamkin. Repérées par Marcus Nispel, le choix entre les deux actrices se révèle difficile lorsque Michael Bay propose d'intégrer les deux actrices dans le film à savoir : Kafka dans le rôle d'Henrietta et Lamkin dans le rôle de la vieille dame présente également dans la caravane.
Après l'annonce de la réalisation de Massacre à la tronçonneuse par Michael Bay, Andrew Bryniarski vient directement à sa rencontre lors d'une fête dans l'intention d'obtenir le rôle de Leatherface. Après une discussion, Bryniarski obtient le rôle avec les bénédictions de Bay et Marcus Nispel. Dolph Lundgren est à l'origine envisagé pour le rôle mais ce dernier décide de ne pas accepter l'offre pour passer du temps avec sa famille. Pour les besoins du personnage, Nispel comprend dès le début du tournage des scènes avec Bryniarski qu'il faut beaucoup plus qu'un simple acteur à la carrure imposante pour interpréter le rôle. L'acteur doit arriver à faire passer des émotions grâce aux mouvements du corps et non plus du visage comme la plupart des gens, le personnage portant un masque. Le site Internet Movie Database est le premier à dévoiler la participation de Bryniarski au film dans la peau de Leatherface le 15 octobre 2002, sans que la production ne confirme ou ne démente sa présence dans le casting,,.
Lauren German est l'actrice choisie pour interpréter le rôle de l'auto-stoppeuse, qui remplace celui du film original et décrit par Marcus Nispel comme un rôle difficile. Pour les besoins de ses scènes, German utilise très souvent des produits de la gamme Visine pour la protection de ses yeux lors du tournage. L'actrice, très professionnelle, souhaite rester dans les mêmes conditions entre chaque scène, jusqu'à donner à Nispel l'impression de torturer l'actrice et poussant le réalisateur à vouloir aller plus vite dans le tournage. Avant de décrocher le rôle de l'auto-stoppeuse, l'actrice auditionne également pour le rôle d'Erin, sans succès. Evan Rachel Wood est quant à elle considérée pour le rôle avant l'obtention de ce dernier par German. Après plusieurs essais pour trouver une voix conforme à leurs attentes pour l'introduction du film, la production en vient au fait que selon eux, aucune voix n'arrive à la hauteur de celle de John Larroquette, narrateur de Massacre à la tronçonneuse de Tobe Hooper. La production décide tout simplement d'engager l'artiste. Pour Nispel, cette intégration au casting est un détail très important car les fans du film original espèrent ce retour. L'une des dernières scènes du film présente un camionneur qui vient en aide à Erin. Ce rôle est d'abord proposé à Gunnar Hansen, l'interprète de l'original Leatherface dans le film de Tobe Hooper, mais revient finalement à Brad Leland. Harry Knowles est, selon Nispel, une énigme à Hollywood qui annonce les films avant même qu'ils soient tournés grâce à des sources fiables. Lors de sa venue sur le plateau, l'équipe veille à ne pas montrer de scripts ni Leatherface. Nispel explique à Knowles qu'il veut « des cadavres, des têtes qui traînent chez le tueur » et offre à Knowles la possibilité d'apparaître le temps de quelques secondes à l'écran, ce que l'homme accepte'',.

### Post-production

#### Tournage

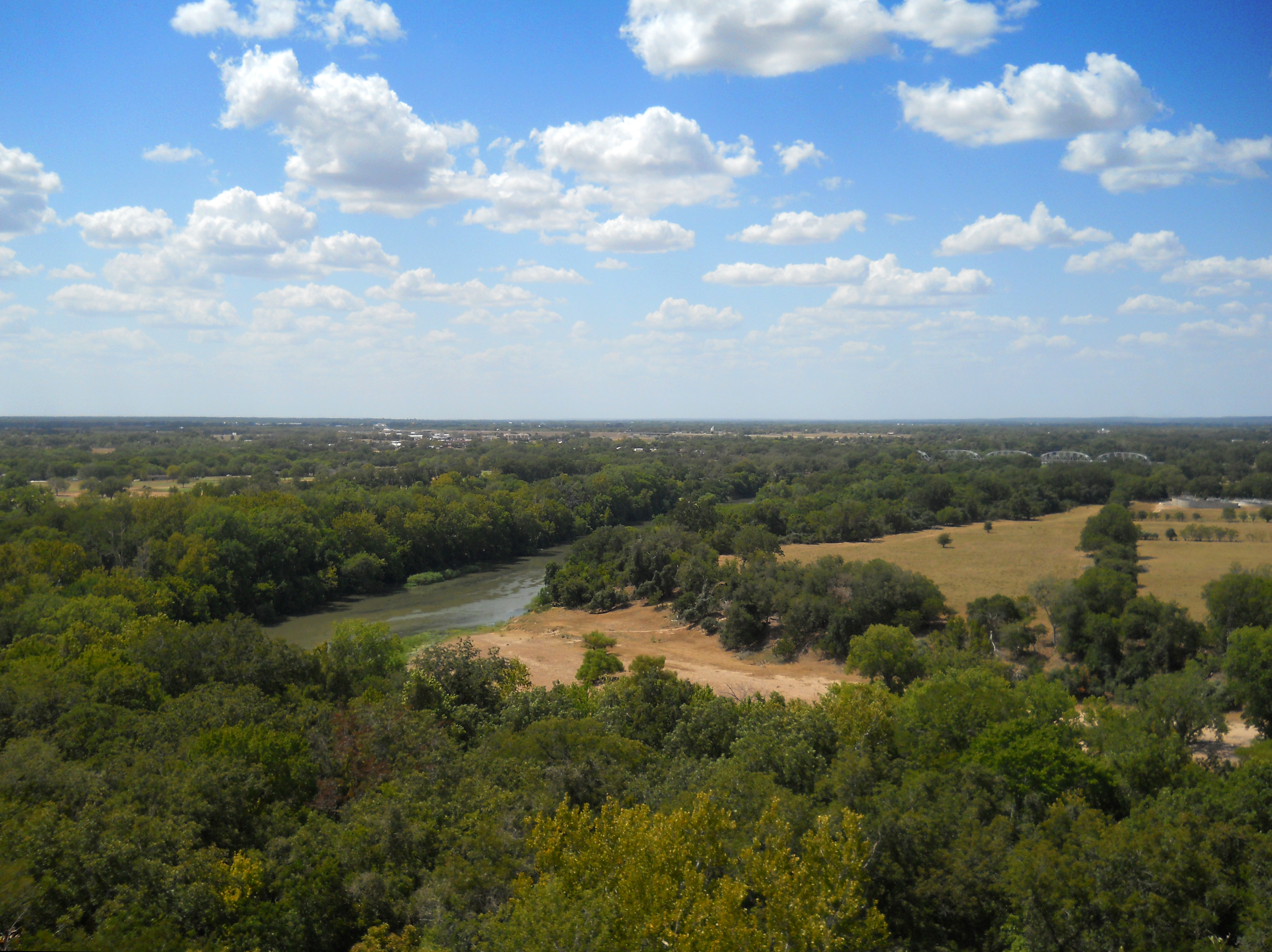
La Grange au Texas, l'un des lieux de tournage de Massacre à la tronçonneuse.

Selon Michael Bay, le tournage est censé se dérouler dans et aux alentours d'Austin, au Texas, sur une période de 40 jours à partir de juillet 2002. Andrew Bryniarski parle de journées pouvant s'étendre sur 15 heures de travail sous un soleil brûlant. Même si le budget du remake est considérablement augmenté comparé à l'original, la production dispose à peu près du même nombre de jours de tournage que l'opus de 1974. Marcus Nispel apprécie d'ailleurs de n'avoir que quelques jours pour se préparer. Nispel choisit de réaliser son film sans se servir de décors créés par les techniciens et s'oriente vers des décors extérieurs qui selon lui, influent sur le jeu des acteurs. Les repérages sont réalisés par Richard Klotz qui déniche et filme tous les extérieurs en une semaine,.
La maison qui sert de décor pour la maison Hewitt se trouve sur la 901 County Road 336 à La Grange, Texas. La station service est en réalité connue sous le nom « Cele Store » et se trouve sur la 18726 Cameron Road à Manor. Pour les extérieurs de l'abattoir « Blair Meat Co. », la production choisit de tourner sur le lieu d'un véritable abattoir. Il s'agit de la Taylor Meat Company dans le Texas sur la 2211 West 2nd Street. Un bâtiment abandonné servant à la création de cotton est utilisé pour les décors du moulin Crawford et se trouve dans la ville de Wahlberg sur la 4590 FM1105 à Georgetown. Quant aux décors de la cave de la maison Hewitt, ils sont également créés dans un bâtiment servant à la création de coton dans la ville de Martindale. Petit point en plus pour l'équipe, à chaque endroit où le tournage des scènes se déroule, se trouve un point d'eau où chaque membre du tournage peut aller se détendre en fin de journée, ce qui inspire l'une des premières scènes du film où les cinq adolescents se baignent. Une portion de la San Marcos River est utilisée pour cette scène. Le périmètre du tournage n'est pas très grand, ce qui arrange la production qui se déplace donc très peu, même si le film semble se dérouler à différents endroits,,,.
Plusieurs membres de l'équipe, dont Jessica Biel et Mike Vogel, louent la qualité de vie sur le plateau. Tous les membres s'entendent à merveille, dont les acteurs, certains liant de vraies amitiés comme Vogel et Jonathan Tucker qui deviennent très amis. Vogel parle de membres soudés sur le tournage qui se rejoignent ensuite pour passer des soirées ensemble. Selon la production, ce détail est très important voire quasi obligatoire : pour que l'alchimie entre les personnages se ressente, il faut que les acteurs nouent des liens. Le 4 septembre 2002, plusieurs journalistes pour Fangoria présents sur le tournage du film rapportent que l'œuvre ne desservira pas l'original : « le scepticisme a laissé place à l'optimisme après des conversations avec les acteurs et l'équipe technique qui révèlent des connaissances et une passion communes pour le film de Tobe Hooper, et le fait que la production comprend Daniel Pearl qui a travaillé sur la photographie du premier film en 1974. »

#### Décors

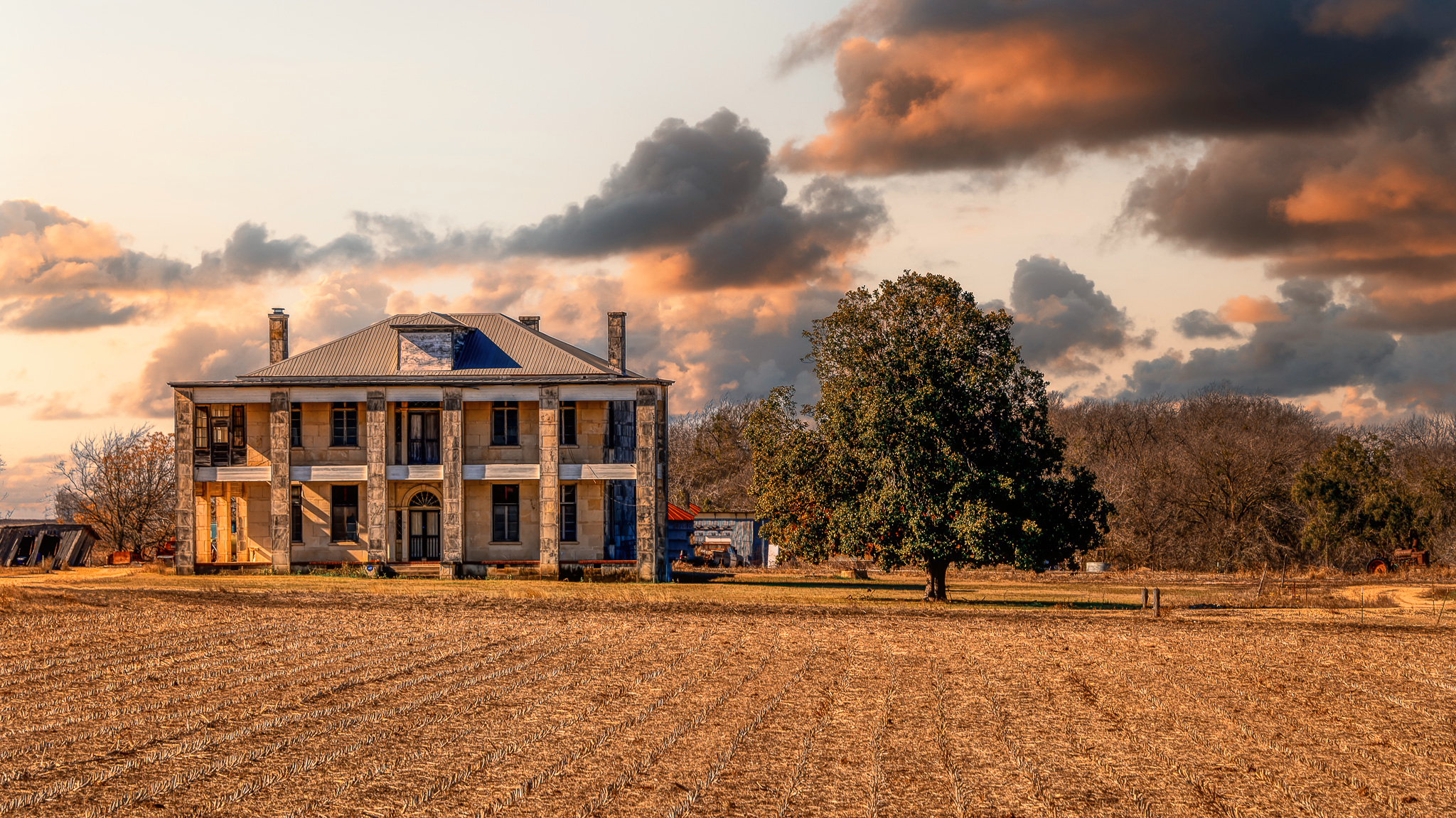
Photographie de la demeure utilisée pour le tournage du film, représentant la maison familiale des Hewitt.

Une partie du décor est inspirée de celui de la maison utilisée dans le film de Tobe Hooper et de la véritable maison d'Ed Gein. Greg Blair déclare que leurs recherches s'effectuent jusque dans le magazine Life qui, à l'époque, avait publié plusieurs photos de la maison. Il y apparaît notamment des doigts et des morceaux de corps dans des boîtes dont ils s'inspirent pour les décors de la maison de la famille Hewitt. Peu d'accessoires sont apportés dans la maison utilisée pour le remake car plusieurs éléments s'y trouvaient déjà : des portes grillagées pouvant être suffisamment bien éclairées, de longs couloirs comme dans le film original et de vieux rideaux aux fenêtres assez détériorés. Personne ne vit dans cette maison depuis quelque temps, ce qui justifie la présence de toiles d'araignées et de moisissures qui apparaissent aussi dans le film. Des spécialistes viennent pour éliminer la moisissure pour que l'équipe puisse tourner sans risque de tomber malade mais il est décidé de la recréer pour que l'aspect sale paraisse le plus authentique possible. L'aspect de la cuisine vient de Marcus Nispel. L'équipe technique pend de simples matelas à ressorts et de la vraie viande au plafond tandis que des cochons et des poules sont utilisés pour apparaître dans la cuisine pour les besoins du tournage. Des gros plans de cafards au-dessus de l'évier de la cuisine sont retirés. L'extérieur de la maison est seulement peint pour paraître plus vieux tandis que des grilles sont remises aux portes. La maison possède aussi une cave qui interpelle Marcus Nispel : lors des premiers plans, l'odeur est « horrible » selon le cinéaste. Cette salle est remplie de poussière et de toiles d'araignées. Cette cave représente l'antre de Leatherface : c'est là qu'il tue ses victimes. Une inondation ayant eu lieu dans l'égraineuse où sont tournées les scènes dans la cave des Hewitt, celle-ci laisse sur place un bois vieilli ainsi que de la boue et de l'eau qui suintent, rendant les décors plus authentiques.
À l'origine, une autre maison est envisagée à la place de la caravane présente dans le film. Lorsque la production prend la décision d'opter pour une caravane, ils souhaitent en utiliser une vraie mais l'espace étant trop restreint pour filmer, l'équipe technique décide d'en construire une. Le mur de la cuisine est en papier aluminium tandis que de vieux journaux complètent la décoration murale dans le reste de la caravane. L'équipe du chef décorateur, Gary Wimmer, construit l'habitacle sur un cardan, ce qui donne un plateau de tournage pas forcément stable.
L'équipe tourne une nouvelle fois dans une égreneuse abandonnée depuis des années pour les besoins des scènes au moulin Crawford. Sur place, les techniciens qui s'occupent des décors n'ont pas de grands changements à faire si ce n'est un peu de peinture, des effets de vieillissement et apporter des boites et quelques fûts. Pour les besoins du tournage de l'une des scènes du début du film dans le moulin, l'équipe technique se sert d'un opossum dans le but que celui-ci soit intégré dans le métrage pour faire peur aux cinq amis. Le plan sur l'animal est tourné à de multiples reprises car, à défaut d'être effrayant, l'opossum se montre docile et totalement désintéressé par la caméra. Les techniciens arrivent à avoir une bonne prise de l'animal en jouant avec lui, ce qui manque d'arracher un doigt au dresseur sur place. C'est lors des repérages que l'équipe trouve un opossum mort sur place qui donne à Nispel l'idée d'en placer un dans l'un des casiers,.
L'abattoir est loué à la production qui économise et qui permet également à la personne travaillant dans la bâtisse de continuer à travailler. L'équipe est intéressée également par l'intérieur de l'abattoir, ou elle souhaite recréer un labyrinthe de carcasses. Pour des raisons de facilité, le département des décors profites d'un abattage réalisé peu de temps auparavant pour utiliser de la vraie viande. Pour les besoins de la scène, Jessica Biel doit se cacher dans une réelle carcasse de bœuf et une température de 0 degré, bien qu'elle soit végétarienne, ce qui lui complique la tâche mais cette dernière parvient à jouer la scène bien que le cœur et les intestins soient encore présents dans la carcasse.

#### Accessoires

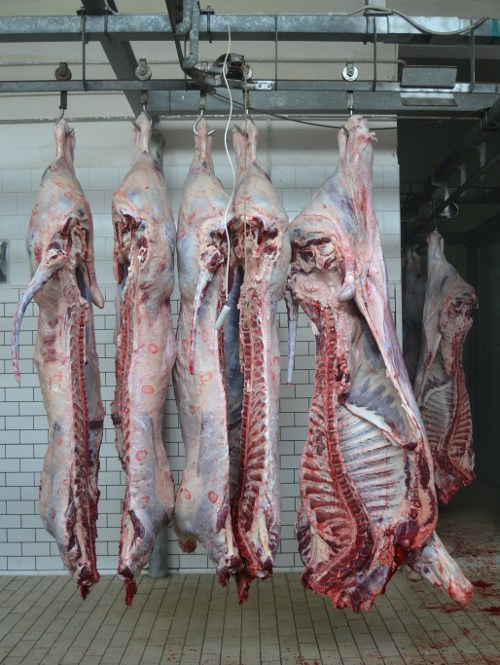
Des carcasses d'animaux suspendus sur des crochets à viande sur un rail dans un abattoir.

Pour le van dans lequel les cinq amis se déplacent, la production opte pour un véhicule à la base de couleur doré avec une bande blanche et deux portes à l'arrière qu'ils décident de repeindre. Il s'agit d'un van de la marque Dodge A108. Malgré un aspect s'éloignant du style hippies, certains éléments rappellent ce style : un tapis à longues mèches, des poufs mais aussi des petits détails « macho ». Pour la décoration à l'intérieur du van, Nispel souhaite que ce soit un véhicule avec un aspect bordélique, un « chez-soi ». L'équipe technique utilise également le poster de Mad Magazine, magazine satirique auquel Marcus Nispel est très attaché, et la tête d'Alfred E. Neuman pour la décoration du toit intérieur,.
En hommage à l'œuvre originale, la production décide d'introduire un crochet à viande dans le récit qui aurait un rôle majeur. Un véritable crochet de boucher, dont l'extrémité est coupée par précaution, est utilisé pour le tournage. Un second véritable crochet est utilisé au bout duquel un mannequin est posé. Un crochet est entreposé dans une protection en métal entre l'acteur Mike Vogel et sa peau pour donner l'impression que le personnage est vraiment poignardé. Pour les besoins de la scène ou l'acteur est pendu, un harnais qui entoure ses cuisses et ses fesses jusqu'à la taille et qui s'enfonce dans sa chair est posé sur lui. L'acteur souffre énormément à certains moments mais refuse de descendre malgré les demandes de la production pour le soulager et reste pendu pendant 5 heures. Dans le cadre du tournage de la scène dans l'abattoir à la fin du film, la production demande à compagnie les plus grosses carcasses de bœuf qu'ils peuvent emprunter et se servent de deux d'entre elles. Ces dernières sont pendues un peu partout pour la scène où le personnage d'Erin fuit dans la chambre froide. La viande est enveloppée de plastique, de sorte que l'inspecteur de l'hygiène laisse à la production le moyen de louer la viande au lieu de l'acheter.
Un autre masque, qui correspond au visage d'Eric Balfour, est créé pour les besoins d'une scène en particulier. Ce dernier est jugé comme étant « terrifiant » par Andrew Bryniarski. Un moulage du visage de Balfour est réalisé à l'aide d'alginate qui donne une réplique parfaite de l'acteur. Une version en silicone est ensuite faite grâce au moulage puis l'équipe du maquillage décide de fendre l'un des yeux du masque et de rajouter quelques touches de couture ainsi que du faux sang un peu partout ce qui donne aussi un aspect mouillé à ce dernier. Pour Bryniarski, ce masque est le plus difficile à porter à cause du silicone, une matière qui ne respire pas et qui empêche l'acteur d'avoir une bonne vision, notamment pour la scène ou celui-ci est sur le toit du van pour ensuite en descendre en sautant avec une tronçonneuse de 15 kilos à la main. Ces détails compliquent la tâche de l'acteur qui avoue qu'il s'agissait d'un moment « flippant ».
Au sujet de l'arme de Leatherface, une tronçonneuse, l'équipe technique souhaite trouver une scie qui soit fidèle au premier film. Elle s'intéresse à des tronçonneuses de l'époque des années 1970 et différentes tailles de lames mais finit par en acheter des neuves pour les vieillir et leur donner des airs d'époque. Pour les besoins du tournage, dix tronçonneuses différentes sont utilisées. Parmi celles-ci, une tronçonneuse est faite de caoutchouc et fait de la fumée et une vraie sans dents, ce qui laisse à Nispel le choix des tronçonneuses qu'il souhaite utiliser selon les scènes. Le plus souvent, c'est une machine sans dents qui est utilisée. Cette dernière est modifiée pour faire de la fumée, des étincelles ou autre. Selon Bryniarski, cette tronçonneuse pèse 15 kilos, produit énormément de fumée et se révèle difficile à manier. Il révèle que pour les photos, une fausse arme est utilisée tandis que lorsque le personnage doit couper des branches, des portes ou même des fausses parties de corps humains, des vraies tronçonneuses sont utilisées. Des machines comportent aussi des chaînes de vélo, ce qui ressemble à de vraies chaînes de tronçonneuse lorsqu'elles sont en mouvement mais qui sont moins dangereuses.
Parmi les accessoires dont se sert le tueur se trouvent des couperets à viande et des agrafes avec lesquelles Thomas Hewitt fabrique ses masques. Selon Scott Stoddard, le terme Leatherface (« visage de cuir ») provient de l'aspect de la peau d'un cadavre qu'on étale et qui sèche comme du cuir, semblable à la peau d'un animal. Stoddard s'occupe de la conception du masque du tueur et s'inspire grâce à des films sur Jeffrey Dahmer et des biographies de tueurs en série qu'il a lu ainsi que des photos de scènes de crimes. Stoddard voit Leatherface comme un taxidermiste mélangé à un enfant qui assemble des morceaux de peaux qui lui plaisent pour ensuite les revêtir de façon très grossière. Stoddard réalise des dessins où il crée un nez et une bouche de femme au niveau du cou du masque par exemple, un style sans vraiment de sens. Pour Nispel, Leatherface n'a pas de personnalité et c'est aussi pour cela qu'il porte les visages d'autres personnes. Dans les premiers dessins, l'âge des peaux est déterminé. Celles qu'il porte depuis longtemps sont plus sèches que les autres. D'autres sont plus fraîches, un mois au maximum. Le poids et l'humidité sont pris en compte dans la réalisation des dessins. Par ces éléments, certaines formes sont bizarres et ont tendance à tomber. Lorsque Stoddard dévoile ces dessins à Nispel, ce dernier trouve que le tueur ressemble au monstre de Frankenstein et n'est pas séduit par ces œuvres. Lorsque le maquilleur lui dévoile une représentation en 3D du masque, Marcus Nispel approuve ce qui lui est proposé. Lorsque Leatherface retire son masque dans le film, son visage n'a plus de nez (il est retiré numériquement) : cela fait partie des nombreuses raisons pour lesquelles il porte un masque. Avant de porter le masque, le visage d'Andrew Bryniarski est maquillé, notamment ses yeux et ses lèvres, de façon qu'il ait l'air malade. Des plaies ouvertes, des boules de pus et des gerçures au niveau de la bouche sont réalisées grâce au maquillage. L'acteur porte aussi des fausses dents, faites à partir d'une empreinte de la bouche de Bryniarski, pour les besoins du personnage. L'équipe technique s'occupe de sculpter les dents de devant et l'intérieur correspond aux véritables dents de l'acteur. Les masques sont seulement posés sur l'acteur après toutes ces manipulations, lorsque le tournage des scènes doit commencer. Ces derniers sont parfaitement adaptés au visage de Bryniarski puis ils sont attachés derrière le crâne de l'acteur comme des clips avant que les cheveux de l'acteur soient arrangés.

#### Le«style Nispel»: couleurs, effets spéciaux, maquillage et bruitage

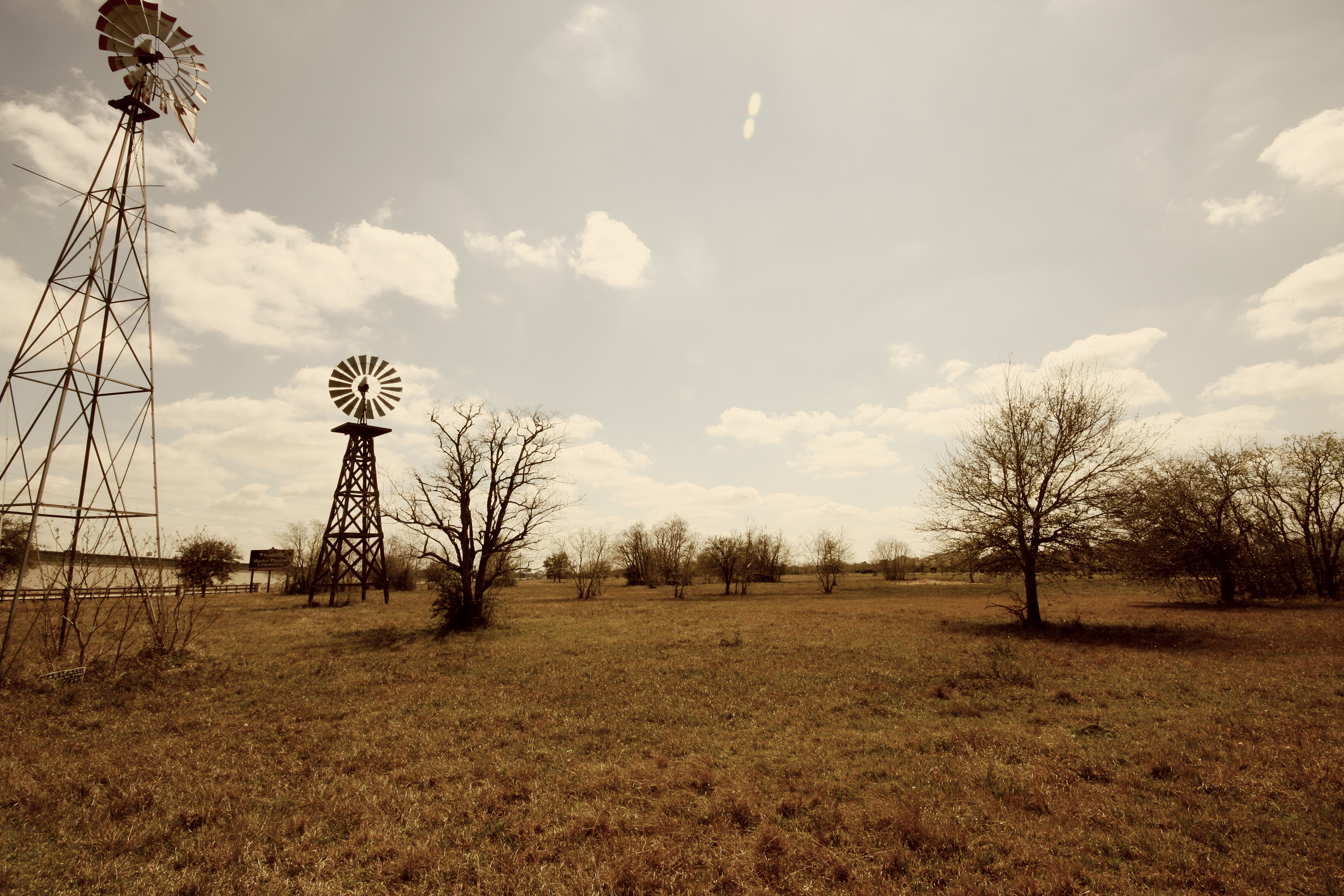
Deux pompes à vent à lames à Houston (Texas). Les tons sépia sont mis en avant sur cette photo.

Les tons de couleurs et les éclairages présents dans le film révèlent un style propre à Nispel. Il intègre dans son film des tons sombres aux images très marquantes comme il a l'habitude de le faire grâce à ses publicités réalisées auparavant. Le cinéaste est un amateur d'images qui tombent dans les ombres, de contrastes, ce qui pousse le spectateur à parfois se pencher pour voir certains détails et l'implique un peu plus dans le film. Au-delà de son métier de réalisateur, Nispel est également peintre et illustrateur. Il affectionne particulièrement les œuvres de Edgar Degas ou Rembrandt dont il s'inspire pour les images du film au style « clair-obscur » comme il le dit. La palette de couleurs du film se compose principalement des tons sépia et enfumés, voir des couleurs « vomi » et pâles. Nispel refuse catégoriquement que la végétation soit trop verte ou que le ciel soit trop bleu pour le montage final par exemple. Quand l'équipe de production fait une copie, ils enlèvent de l'argenté pour réaliser un négatif visible par les spectateurs et plus naturel. À la suite du procédé de décoloration, l'image arbore un blanc plus vif, des ombres plus contrastées ainsi que des couleurs plus saturées. La seule couleur très visible à l'écran est le rouge sang.

Dans sa méthode de travail, Nispel souhaite réaliser son film de façon précise avec des indications bien pensées : « J'ai essayé de fertiliser les esprits pour voir ce qui allait en éclore. » Jessica Biel parle d'un réalisateur passionné, ce qui lui facilite la tâche en tant qu'actrice car le cinéaste se soucie de l'avis de cette dernière sur les dialogues et l'action des scènes et prend en compte l'opinion de chacun. Pour Jonathan Tucker, Nispel est un réalisateur motivé qui veille à ce que tout le monde soit concentré sur son travail. Au sujet des effets spéciaux, Nispel souhaite travailler avec « 90 % de vrai et 10 % d'amélioré ».

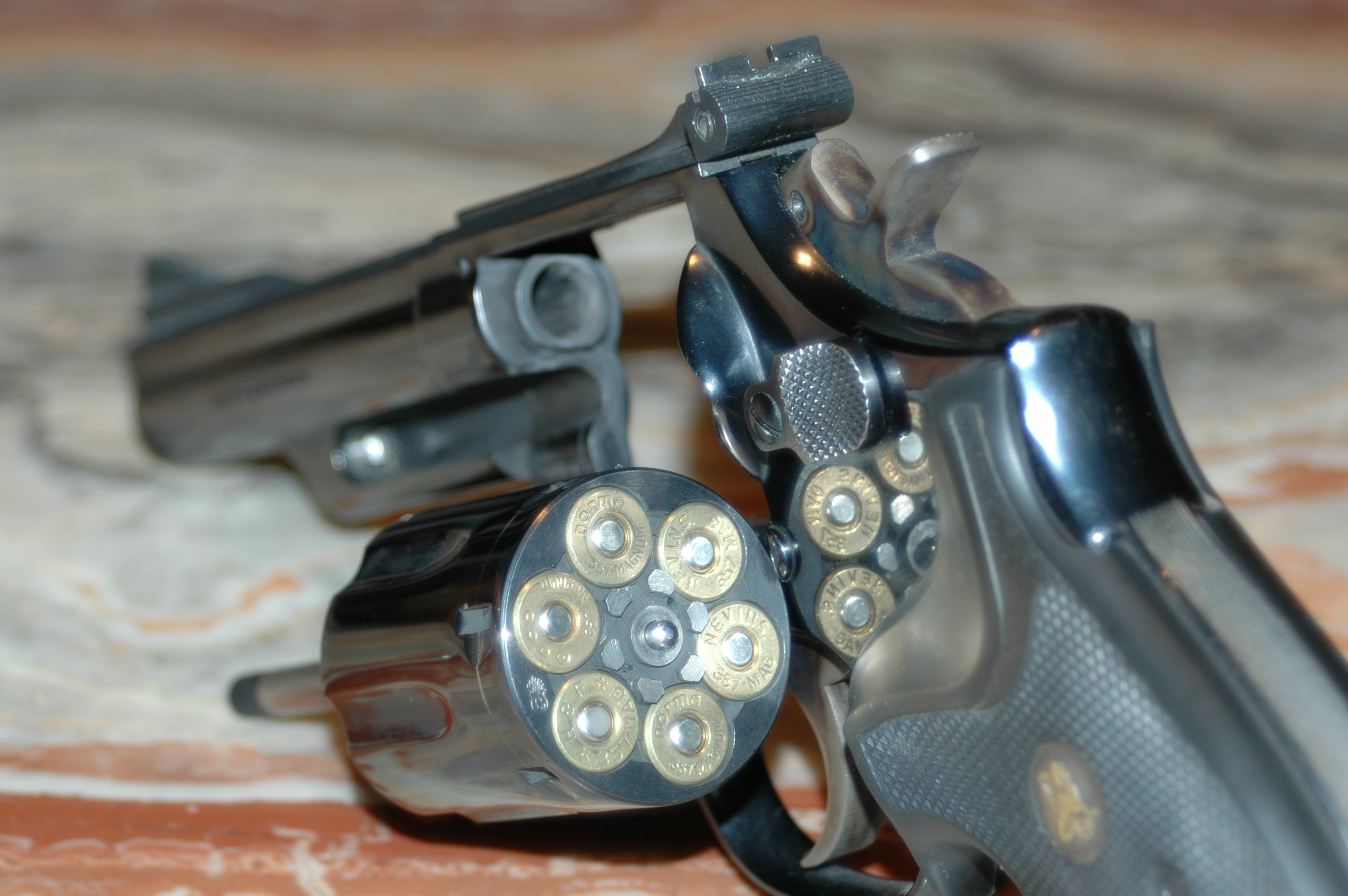
Un pistolet Smith & Wesson Model 19, type d'arme utilisé par l'auto-stoppeuse.

Avant n'importe quel tournage de scène de mort d'un personnage, Nispel en dessine la scène. Pour le suicide de l'auto-stoppeuse, Nispel souhaite réaliser un seul plan partant du tableau de bord, en passant au milieu, traversant ensuite le trou dans sa tête puis sortant du van. Scott Stoddard propose de réaliser le plan par ordinateur mais le réalisateur s'y oppose. Lauren German place un pistolet dans sa bouche avec un jet d'air sur le côté. En filmant d'un certain côté, le jet d'air n'est alors pas visible. Scott Gallagher lui met aussi un tube en bouche pour gonfler ses joues et sa mâchoire au moment de la détonation, rendant le résultat le plus réaliste possible. L'expert en effets spéciaux, Rocky Gehr, se positionne derrière l'actrice avec un pistolet spécial qui fait gicler de la soupe de tomates et des nouilles de « sa tête » avec pour effet de trouer également la vitre arrière du van. Pour l'effet de fumée sortant de sa bouche, German inspire une taffe de cigarette pour en laisser sortir la fumée. Greg Nicotero fabrique de son côté une réplique du corps de l'actrice. Pour les besoins du tournage de la scène, l'équipe se munit d'une caméra endoscopique utilisée pour les examens médicaux, « de la taille d'un dollar en argent » selon Daniel Pearl. Un gros trou est fait dans le crâne du mannequin positionné sur une dolly et la caméra recule avec le mannequin. Stoddard attache la tête de ce dernier pour qu'une fois que la caméra soit sortie du trou, la tête puisse retomber. Le bras de la grue qui soutient la caméra est à l'extérieur du van mais c'est sur un support en équerre que la caméra entre dans le véhicule. Ce support doit traverser le toit pour les besoins du plan et de ce fait, l'équipe technique se charge de faire une entaille de l'avant à l'arrière du van pour que la grue puisse passer sans difficulté. La partie du toit manquante est remise juste après en même temps que la vitre arrière. Le personnage se suicide avec un Smith & Wesson Model 19,,,.

La production n'ayant pas assez d'argent pour faire disparaître numériquement les jambes du personnage de Monty Hewitt, l'acteur Terrence Evans est agenouillé sur un véritable fauteuil roulant créé par Scott Gallagher tandis que des faux moignons sont installés au bout du pantalon pour donner l'impression de deux jambes amputées. Gallagher crée au départ un fauteuil en prenant en compte sa propre taille, mais l'artiste étant plus petit que l'acteur (1,85 m contre 1,95 m), il doit retravailler la chaise pour qu'elle convienne à la taille d'Evans. Pour la scène où le personnage est au sol dans la salle de bain et demande de l'aide à Erin, deux trous d'une largeur assez grosse pour y faire entrer les jambes de l'acteur sont faits à travers le plancher pour donner l'illusion que l'acteur est réellement amputé. Pour les besoins de son personnage, l'acteur David Dorfman est transformé : plusieurs détails comme de la fausse saleté sont rajoutés dans ses cheveux ainsi que sur le reste de son corps tandis que l'acteur porte des fausses dents. Dans sa course poursuite avec Leatherface, Andy, le personnage interprété par Mike Vogel, se fait couper la jambe au niveau du genou. Pour les besoins des effets spéciaux lors de cette scène, une fausse jambe, avec des taquets en guise d'os et six préservatifs remplis de sang autour d'eux, est créée. Un technicien utilise une vraie tronçonneuse pour découper la fausse jambe, et ce, en une seule prise.
Pendant le tournage, un mois après l'obtention du rôle de Morgan par Jonathan Tucker, ce dernier tourne une scène à bord du van avec l'acteur R. Lee Ermey. Tucker a l'idée suivante : son personnage serait tellement malade à l'idée de devoir mettre le pistolet de l'auto-stoppeuse dans sa bouche qu'il devrait presque en vomir. À chaque prise, l'acteur réalise une performance exceptionnelle, allant jusqu'à se faire vomir à chacune d'elles, soit 25 prises au total. Selon Marcus Nispel, cette expérience est l'une des meilleures qu'il ait pu voir à l'époque. Marcus Nispel révèle également que les scènes les plus difficiles pour Biel à tournées sont celles dans lesquelles son personnage doit crier, car sa voix s'effondre après quelques hurlements. Le personnage de Morgan trouve quant à lui la mort en étant coupé en deux par l'entre-jambe. Des jambes représentant Jonathan Tucker sont créées pour l'occasion tandis que les techniciens les manipulent comme des marionnettes, chacune séparément une fois découpées. Au-dessus est versé un seau de quinze litres de sang et d'entrailles. Pour les effets sanglants de la scène et notamment cette partie, la production a acheté un tas de tripes et d'abats et a tout mélangé avec le faux sang. Sept litres sont versés quand la tronçonneuse monte lorsque Marcus Nispel demande a en vouloir plus. Grâce à un sac plastique positionné au sol, l'équipe technique recycle les abats.
Selon Trevor Jolly, le son dans le film original est un diapason frotté contre une corde de piano, réutilisé aussi dans le remake. Aussi, pour le bruitage de la tronçonneuse, l'équipe du département du son enregistre pratiquement toutes les scènes avec une véritable tronçonneuse. L'équipe essaie dans un premier temps plusieurs sons de tronçonneuses puis ajoute des grognements d'ours ou de lion.

### Censure

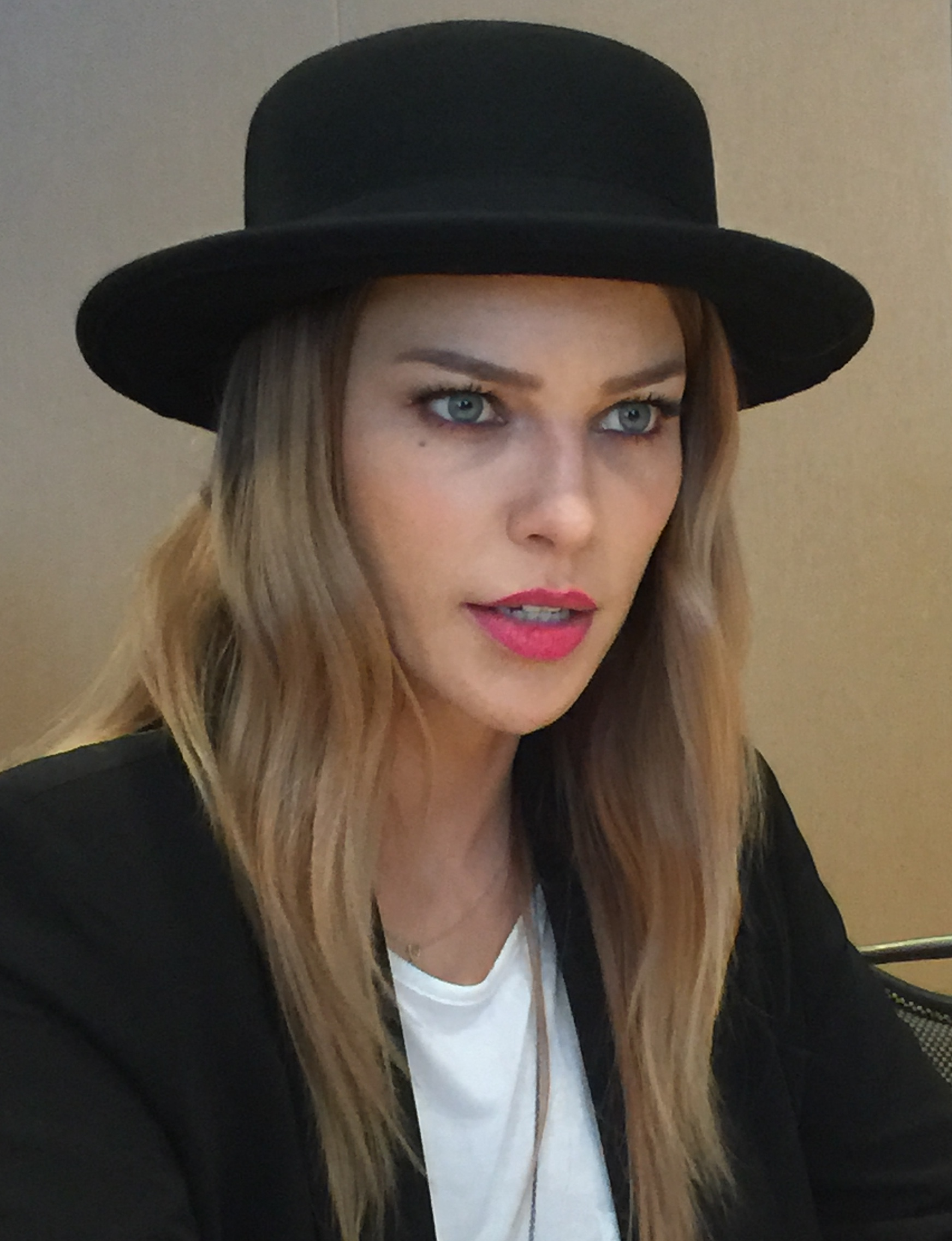
Lauren German ici en 2015. La scène du suicide de son personnage fait partie des scènes en partie censurées.

Le film est confronté à la commission de la censure, plus indulgente avec des films montrant une violence historique plutôt qu'un film d'horreur où la violence est montrée pour divertir. Cette commission interdit également la diffusion du teaser du film, pourtant sans images avec seulement les cris d'une femme sur un fond noir, en prétextant que la violence y est suggérée. Marcus Nispel est quant à lui beaucoup plus soucieux de la limite fixée par New Line Cinema, qui ont d'ailleurs visionné plusieurs montages du film sur une période, en donnant des remarques aux cinéastes qui sont commentées respectueusement et souvent acceptées. L'une des choses que New Line demande expressément à Nispel est d'éviter le « spongieux ».
Avec l'aide de son monteur et ami Glen Scantlebury, Marcus Nispel s'assure de ne pas dépasser une certaine violence dans son long-métrage et s'impose des limites. Certaines scènes sont tournées de manière que la violence soit moins choquante à l'écran : ainsi, les parties les plus graphiques de la mort de Morgan sont coupées au montage. La scène de suicide avec l'auto-stoppeuse est elle aussi coupée à certains moments pour éviter une classification X : les premiers plans dévoilaient des détails beaucoup plus sombres comme des morceaux de son corps éparpillés dans le van comme une oreille qui atterrit sur Pepper. Jedidiah devait quant à lui mourir après avoir aidé Erin et Morgan à s'échapper, tué par Leatherface. Mais cette scène est finalement retirée, jugée « trop intense ». À l'origine, les morts de Kemper et Pepper devaient elles-aussi être beaucoup plus violentes : après avoir frappé Kemper avec une masse, le tueur devait traîner son corps à terre avec un plan sur sa tête ensanglantée et son corps pris de convulsions tandis que plusieurs plans sur Pepper devaient montrer la tronçonneuse déchirer son estomac. Dans la version finale, la tronçonneuse la tue hors-champ, laissant voir Leatherface se jeter sur elle avec sa tronçonneuse et le bruit de celle-ci la tuant. Seules des plumes projetées dans l'air, provenant de son blouson, sont visibles à l'écran,.
Également, dans le but d'obtenir un film d'une durée raisonnable, plusieurs passages sont supprimés du montage final comme une version du film où Erin, de nos jours, relate la terrible histoire de 1973 dans un hôpital psychiatrique. Dans le montage initial, les personnages ont un développement plus important ce qui accentue cette impression de « perte » pour les spectateurs lorsqu'un personnage est tué. La scène où les personnages sont face au dilemme entre laisser le corps de l'auto-stoppeuse ou rejoindre le shérif est initialement plus travaillée pour les personnages de Pepper et Andy qui ont un temps de parole un peu plus long. Idem pour les personnages d'Erin et Kemper car la jeune femme est enceinte dans le scénario d'origine et l'annonce à son compagnon dans cette scène rallongée. Selon Nispel, la scène est aussi coupée car, bien que trop longue, celle-ci insiste selon lui trop sur Kemper et son devoir envers l'enfant de devenir un adulte, sur l'engagement. Dans la scène initiale du passage en forêt, Kemper révèle être mécanicien et un échange houleux sur le mariage entre Erin et Kemper prend place. Pour Nispel, le fait de voir une bague tomber de la poche du jeune homme alors qu'il est déjà mort apporte un impact émotionnel beaucoup plus fort pour le personnage que si Erin était enceinte. Une scène au moulin Crawford est également supprimée au montage. Celle-ci met en avant les personnages de Pepper et Jedidiah lorsque ce dernier montre avec enthousiasme ses dessins à la jeune femme qui prend plaisir à les découvrir et se « lie d'amitié » en quelque sorte avec le jeune garçon. La suppression de cette scène est un regret pour Nispel qui aurait préféré la garder pour que le personnage de Jedidiah soit mieux cerné, pour que les spectateurs puissent mieux le découvrir même si celle-ci ralentissait énormément l'action du film selon le réalisateur.
Plusieurs fins du film sont tournées lorsque Erin raconte l'histoire. Alors que personne ne la croit, le journaliste en face d'elle est intrigué par un détail : la jeune femme révèle que le cadavre retrouvé et identifié comme celui de Thomas Hewitt possède bien un masque fabriqué en chair humaine mais a deux bras alors que le véritable Thomas n'en avait plus qu'un. Le journaliste comprend donc que son histoire n'est pas aussi folle qu'il le pensait. Puis, un commando armé se précipite dans une bâtisse abandonnée où ils retrouvent le cadavre d'une personne obèse. Derrière eux, le véritable Leatherface sort de l'habitacle, révélant que le tueur est toujours en vie. Dans cette scène initiale, Erin révèle également que son bébé et celui qu'elle sauve à la fin du film sont de nos jours heureux dans une famille d'accueil. Les premiers visionnages de cette version laissent les spectateurs tristes de voir Erin âgée dans un asile psychiatrique et cette version est supprimée. Le film est tout de même interdit aux moins de 17 ans aux États-Unis, soit une classification R-Restricted,.

### Bande originale

#### Genèse et composition des morceaux
Pour la musique du film, la production ne souhaite pas une musique entraînante pour laisser la place à des « commentaires musicaux lugubres » selon Nispel. La musique est réalisée par Steve Jablonsky, qui a également travaillé avec Michael Bay pour Pearl Harbor. Le style de musique que Jablonsky utilise pour ce film se rapproche du style électronique, l'objectif de l'artiste étant de pas faire une mélodie trop moderne.
Le personnage de Leatherface a un thème dédié que l'on entend au début du film. La mélodie est jouée sur des cordes très graves, ce qui donne un effet lugubre selon Jablonsky : « Ça lui donne une qualité éthérée qui vous plonge dans le film, entre dans l'esprit du spectateur pour que ça le fasse réagir quand il [Leatherface] réapparaîtra. »
Plusieurs moments d'émotions sont perceptibles tout au long du film pour lesquels Jablonsy souhaite trouver des thèmes. L'un de ses thèmes devait réunir les personnages d'Erin et Kemper, ce dernier personnage ne vivant pas longtemps dans le film. Plus tard, lors d'un moment dramatique avec le personnage de Kemper, ce thème aide le spectateur à ressentir une émotion pour lui. Le but de Marcus Nispel est de faire ressentir la perte du personnage aux spectateurs. La scène ou Erin achève Andy est un moment qui permet à Jablonsky d'être « plus orchestral » selon ses termes. Ce thème représente les sentiments d'Erin et sa lutte dans son esprit, à savoir qu'elle doit tuer son ami à contrecœur.

#### Album de la bande originale
L'album des compositions de Steve Jablonky est commercialisé le 21 octobre 2003.

#### Album de heavy metal
Un album, composé de musiques destinées aux fans de heavy metal, sort sous le label Bulletproof le 4 novembre 2003.

## Accueil

### Promotion et sortie en salle
Pour l'affiche du film, la production décide de ne pas mettre en avant le groupe de jeunes personnages principaux mais plutôt le visage en gros plan de Leatherface, ce que Michael Bay juge plus « classe ». Le 10 janvier 2003, Latino Review dévoile les deux premières photos officielles pour la promotion du film dont l'objectif est braqué sur Jessica Biel,.
La campagne de promotion est réalisée de sorte à présenter le film comme plus terrifiant qu'un simple slasher. La première bande annonce du film est dévoilée le 18 juillet 2003 avec une date de sortie prévue pour le 17 octobre de cette même année. Très bien reçue par la critique et les différents présidents de studios de cinéma, Brad Fuller dépeint cette bande annonce comme une vidéo axée sur l'horreur que les spectateurs ressentent pour les personnages et les acteurs. Au cours de sa promotion, le film se voit offrir plus de sept spot publicitaires : Peur, Fait divers, Perdus, Cachés, Monde étrange, Terreur et Réactions,,.
Le 28 août, de nouvelles photos sont ajoutées sur le site officiel du film, mettant l'accent sur les différents personnages du film. Le film est ensuite interdit en Ukraine par le ministère de la culture,.

### Box-office

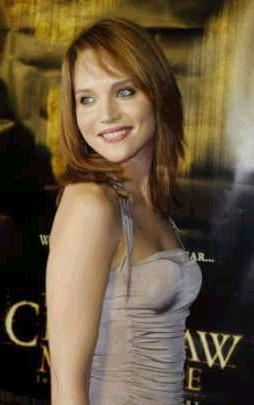
Erica Leerhsen, l'interprète de Pepper, lors de l'avant-première de Massacre à la tronçonneuse en 2003.

Pour son premier week-end d'exploitation, Massacre à la tronçonneuse se place à la première place du box office US, récoltant plus de 29,1 millions de dollars, dont 10,6 millions pour son premier jour. Diffusé dans plus de 3016 cinémas dans tout le pays, Massacre à la tronçonneuse réalise le meilleur démarrage de la franchise ainsi qu'à l'époque, le second meilleur démarrage de tous les temps pour un mois d'octobre derrière le film Dragon rouge, sorti en 2002. David Tuckerman, directeur de la distribution chez New Line Cinema, déclare à Hollywood Reporter : « Dire qu'il a dépassé les attentes est un euphémisme. Et le fait que nous ayons dépassé le budget du film (9,5 millions de dollars) le jour de l'ouverture était extraordinaire ». Massacre à la tronçonneuse gagne donc le triple de son budget dès son premier week-end et après seulement trois jours d'exploitation outre-Atlantique, le film bat les chiffres du film original (sans compter l'inflation) avec ses 30,9 millions de dollars récoltés en fin de carrière,,,.
Lors de son second week-end d'exploitation, Massacre à la tronçonneuse tombe à la seconde place du box-office US avec 14,7 millions de dollars récoltés (soit un total de 51,2 millions de dollars depuis ses 10 premiers jours à l'affiche) et cède sa place de numéro un à Scary Movie 3. Pour son troisième week-end d'exploitation, le remake obtient 10,9 millions de dollars et prend la troisième place des plus gros succès du week-end derrière Scary Movie 3 et Frère des ours. Arrivé à son quatrième week-end d'exploitation, le film chute à la septième place et récolte 4,8 millions de dollars de plus ce qui porte ses recettes à un total de 73,2 millions. À son cinquième week-end, Massacre à la tronçonneuse rafle 2,6 millions de dollars de plus et se retrouve à la douzième place du classement du box office. Massacre à la tronçonneuse reste à l'affiche jusqu'au 16 février 2004, date à laquelle le film enregistre un résultat d'exploitation de 80,5 millions de dollars. Au 5 octobre 2020, Massacre à la tronçonneuse est le 14e plus gros succès du box-office US en termes de remake de film d'horreur. En mars 2022, le film est le neuvième meilleur succès des slashers de tous les temps aux États-Unis,,,,,,,,.
En France, le film sort au cinéma le mercredi 21 janvier 2004 et démarre avec un total 139 536 entrées, dont un démarrage à 45 132 entrées à Paris. Au total, le film comptabilise un nombre de 242 600 entrées en France.
Dans le reste du monde, le film cumule un total de 26,5 millions de dollars ; portant ses recettes totales à 107 071 655 $. Massacre à la tronçonneuse est diffusé au cinéma jusqu'au 16 juin 2005. Entre 1998 et 2007, Massacre à la tronçonneuse devient l'un des 25 films d'horreur les plus rentables de l'histoire. Grâce à une ressortie au cinéma en 2006 en Turquie puis une en 2020 en Nouvelle-Zélande du 1er au 4 octobre, le film cumule un total de 107 363 905 $, tout box office cumulés,,,,,,.
| Pays ou région    | Box-office      | Date d'arrêt du box-office | Nombre de semaines |
| ----------------- | --------------- | -------------------------- | ------------------ |
| États-Unis Canada | 80 571 655 $    | 16 février 2004            | 18                 |
| France            | 242 600 entrées | -                          | -                  |
| Total mondial     | 107 363 905 $   | 4 octobre 2020             | -                  |

### Critiques
Sauf indication contraire, les informations mentionnées dans cette section peuvent être confirmées par les bases de données cinématographiques IMDb et Allociné,  présentes dans la section « Liens externes ».

#### Amérique du Nord
Malgré son succès commercial, le film reçoit un accueil mitigé de la part de la critique spécialisée. Aux États-Unis, au 15 novembre 2020, il n'obtient qu'un pourcentage de 37 % de critiques favorables de la part de la presse sur le site Rotten Tomatoes, basé sur un total de 156 critiques (57 positives pour 99 négatives). Sur le même site, on peut lire « qu'il s'agit d'un remake inutile, beaucoup plus gore et moins effrayant que l'original ». Les spectateurs, quant à eux, donnent des avis beaucoup plus favorables, avec une moyenne de 58 % de critiques positives sur près de 400 000 critiques spectateurs. Sur Metacritic, il obtient un score à peu près équivalent, soit un pourcentage de 38 % de critiques favorables sur la base de 33 critiques émanant de professionnels. Sur 164 critiques spectateurs, le film obtient en revanche une moyenne de 6,5 sur 10 avec la mention « critiques positives en général ». Toujours au 15 novembre 2020, Massacre à la tronçonneuse affiche une note de 6,2 sur 10, basée sur 129 242 critiques des internautes, sur le site IMDB. Le site dévoile que le film a obtenu en globalité beaucoup plus de notes s'élevant à 6 sur 10 (31 519 votes),,,.
Michael Gingold écrit pour Fangoria qu'il trouve que ce remake est plus effrayant que le film original :  « Qu'ils aiment ou non l'original, les amateurs de genre devraient trouver que Nispel et ses collaborateurs ont réussi à réaliser un film qui plonge dans les profondeurs de la dépravation horrifique sans s'excuser, et qui génère une bonne part d'effroi à fleur de peau. Il reproduit le ton et les bases de l'original, tout en tirant du matériel de nouveaux rebondissements qui, pour la plupart, fonctionnent. Et il rejoint le cortège croissant de films qui ramènent l'horreur crasseuse des années 70 sur les grands écrans, ce qui ne peut être qu'une bonne chose. » Il conclut : « Même les nombreuses personnes qui ont été plus terrifiées par le premier Massacre à la tronçonneuse que je ne l'ai été trouveront probablement que ce remake est une mise à jour digne et efficace. » Stephen Hunter accorde, au Washington Post, une bonne critique : « vous réalisez à quel point c'est difficile pour moi d'avoir à vous dire quel superbe travail de réalisateur Marcus Nispel a fait en recréant, tout en revisitant également, le chef-d'œuvre macabre et sinistre du film de 1974. » Michael Rechtshaffen écrit dans The Hollywood Reporter que « cette re conceptualisation particulière fait en fait un travail impressionnant pour capturer l'atmosphère oppressante de l'original. » Manohla Dargis du Los Angeles Times loue la qualité de travail de Daniel Pearl, précisant que le film est « plus rapide et plus bruyant que l'original mais est plus insensible qu'effrayant. » Robert K. Elder du Chicago Tribune donne une note de 3 étoiles sur 4 et décrit « un slasher effrayant » malgré sa prémisse absurde. William Thomas, de Empire, donne une moyenne note de 3 étoiles sur 5 en vantant le plan qui suit le suicide de l'auto-stoppeuse et le travail de Daniel Pearl. Il parle tout de même d'un film « bon, même si le sentiment qu'il s'agit d'un remake inutile est inéluctable. » Le journaliste rappelle également que Massacre à la tronçonneuse, face à des films concurrents comme La Maison des mille morts et Cabin Fever, aurait pu se démarquer comme un film supérieur à la moyenne mais qu'en tant que remake du film de Hooper, le film sera toujours en comparaison avec ce dernier, ce qui n'est pas à l'avantage du film de Nispel. Scott Foundas de Variety, désigne un film « initialement prometteur, mais rapidement décevant. » Dans les colonnes d'Entertainment Weekly, Owen Gleiberman note qu'il s'agit d'un « remake qui transforme chaque meurtre en une opportunité d'exagération. » et donne une mauvaise note de C+. Peter Travers de Rolling Stone accorde une note de 2 sur 4, exprimant que le scénario de Kosar reprend tous les côtés négatifs d'un Vendredi 13 ou d'un Le Projet Blair Witch. Mike Bracken de IGN accorde une mauvaise note au film de 4 sur 10 et parle d'un « remake sans âme et inutile d'un classique de l'horreur. » Wesley Morris, de The Boston Globe, donne une mauvaise critique au film et le compare au « plus horrible et inutile épisode de Scooby-Doo. » Mike Clark note pour USA Today : « junky et jetable mais rapide la plupart du temps » Maitland McDonagh de TV Guide accorde une mauvaise note, 1 sur 5, arguant qu'il s'agit d'un film « si totalement dépourvu d'imagination, qu'il ne compte même pas comme un hommage mais comme une copie ratée d'un film original encore aujourd'hui effrayant. » Dave Kehr pour le New York Times donne également une mauvaise critique pour le film, lui donnant une note de 1 sur 5 accompagné des phrases suivantes « plutôt qu'exaltation, ce film bilieux n'offre que piégeage et désespoir. C'est à peu près aussi amusant que de s'asseoir devant une autopsie. » Roger Ebert donne quant à lui un rare 0 sur 4 étoiles au film et s'exprime sur un film selon lui : « méprisable : laid et brutal. Il n'y a pas la moindre raison de le voir. »,,,,,,,,,.

#### France
En France, le film obtient aussi des critiques mitigées mais cependant un peu plus positives qu'outre-Atlantique. Sur le site Allociné, sur 15 critiques de la presse spécialisée, le film obtient un score de 3,0 sur 5. Même score du côté des spectateurs, basé sur plus de 7 851 notes :
Le journaliste Vincent Malausa déclare : « la réussite de la cuvée 2003 tient dans cette façon de considérer le premier film non comme modèle ou structure sur quoi se plaquer, mais comme inépuisable réserve d'images (...) S'il fait parfois maladroitement éclater le refoulé grand-guignolesque du premier Massacre, Nispel en réactive la puissance d'épouvante » dans les colonnes de Cahiers du cinéma et offre au film une note de 4 sur 5. La rédaction de L'Écran fantastique octroie au film une note de 4 sur 5, avançant que « loin d'être un banal remake, le nouveau Massacre à la tronçonneuse s'avère à la fois un thriller psychologique et un pur récit d'horreur, dont la crédibilité constitue un élément déterminant, entraînant de concert le spectateur et ses protagonistes au sein d'un implacable cauchemar. » Pour Philippe Piazzo, de Aden, le film mérite une note de 4 sur 5 et déclare : « le sang coule, les victimes sont dépecées avec insistance et le film joue avec un esthétisme gore explicite. Une autre façon efficace de provoquer l'épouvante et le dégoût du spectateur. Les amateurs apprécieront. » Bernard Achour, de TéléCinéObs, offre au film une note de 4 sur 5 car « Massacre à la tronçonneuse, version 2004, réussit le petit exploit d'être aussi dément que son modèle (...) Depuis le second degré imposé par Scream, c'est la première fois que le cinéma d'épouvante américain remplit son contrat avec autant de sérieux et d'efficacité. » Jean-François Rauger du journal Le Monde donne une note de 3 sur 5 et estime que « le film, adroitement réalisé, se distingue réellement par une série de scènes d'un sadisme éprouvant, construites moins sur l'imagerie gore que sur l'humiliation et la torture morale. » Alexis Bernier, du journal Libération, avance que « si Marcus Nispel sait jouer avec nos nerfs, son film reste inoffensif et s'oublie vite, quand celui de Tobe Hooper vous poursuit éternellement. » et offre une note de 3 sur 5 au remake. Mathieu Caratier, de Première, accorde une note de 3 sur 5 avec la critique suivante : « on se demande si tant de gore est vraiment nécessaire (...) C'est moins démonstratif que du Haneke, et on pourra toujours prendre Massacre... pour ce qu'il est avant tout : un film d'horreur d'une redoutable efficacité. » Selon Jérémie Couston, de Télérama, « après un prologue décevant, le remake décolle vraiment au premier meurtre, lorsque les quatre ados (restants) prennent conscience de leur devenir viande. L'image déborde alors d'eau et de sang. » pour qui Massacre à la tronçonneuse mérite une note de 3 sur 5. Le réseau social Vodkaster dévoile, au 1er décembre 2020, une note de 55% de critiques positives dont une moyenne générale de 3 sur 5 sur 431 notes. La rédaction de Écran Large donne également une note de 3 étoiles sur 5 argumentant « Massacre à la tronçonneuse 2004, c'est en définitive un hommage des plus sympathiques, doté d'un certain savoir-faire, et prouvant, à défaut d'une ambition folle, un respect du genre très plaisant. Un pari réussi et honorable, souvent ludique. »
Les plus mauvaises notes sont accordées par Richard Vantielcke, du site aVoir-aLire.com, qui déclare : « le film s'éloigne alors de la réalité morne et pathétique qui fait la force de l'original. Alors si ce massacre ne mérite que d'être oublié, on peut espérer qu'il ramènera dans l'actualité son original, un des films les plus traumatisants de l'histoire du cinéma. », Camille Brun pour le site Mcinéma.com qui avance que « Michael Bay (...) produit et massacre un chef-d'œuvre de la peur (et de l'humour noir !) pour en faire un... produit qui ne fait même pas peur ! » qui accordent une note de 2 sur 5 chacun. Arnaud Malherbe quant à lui, de l'hebdomadaire L'Express, accorde une note inférieure de 2 sur 5. Vincent Ostria offre une mauvaise note de 2 sur 5 pour les pages de Les Inrockuptibles pour qui il s'agit d'un « remake trop chic et luxueux d'un classique du gore crade. Un genre qui tourne en rond et s'épuise. » Le quotidien L'Humanité déclare « on se doit de déplorer la routine et le professionnalisme outranciers qui caractérisent ce remake (...) le film esthétise constamment son horreur avec une lumière au style publicitaire. » pour une note de 2 sur 5. Rolling Stone accorde une note de 4 sur 10 au remake et déclare « il y a une certaine ressemblance avec le classique de Tobe Hooper, mais en dehors de Leatherface (le grand méchant), son père le shérif ou encore leur maison remplie de cannibales, ce sont deux films TOTALEMENT différents. » et reproche au film son ton sépia qui enlève tout semblant de réalisme à l'atmosphère du film, ainsi que le choix de la production de montrer le visage du tueur. Le film souffre une nouvelle fois de la comparaison avec l'original, la rédaction de Rolling Stone pointant du doigt « l'atmosphère palpable de paranoïa et de terreur » du film de Hooper qui manque, selon eux, dans le film de Nispel,.

## Distinctions
Sauf indication contraire, les informations mentionnées dans cette section peuvent être confirmées par la base de données cinématographiques IMDb,  présente dans la section « Liens externes ».
Grâce à son succès populaire, Massacre à la tronçonneuse se voit nommer au fil des mois qui suivent sa sortie dans des catégories différentes lors de plusieurs cérémonies de récompenses de prix. L'œuvre est notamment nommée à sept reprises dans la catégorie meilleur film d'horreur ou thriller, catégorie qu'il remporte notamment lors de la sixième cérémonie des Teen Choice Awards le 8 août 2004,.
Jessica Biel est quant à elle l'actrice la plus nommée du film avec quatre nominations dont celle de la meilleure révélation féminine lors de la treizième cérémonie des MTV Movie & TV Awards le 5 juin 2004.
| Distinctions de Massacre à la tronçonneuse | Distinctions de Massacre à la tronçonneuse  | Distinctions de Massacre à la tronçonneuse                   | Distinctions de Massacre à la tronçonneuse | Distinctions de Massacre à la tronçonneuse | Distinctions de Massacre à la tronçonneuse |
| Année                                      | Prix                                        | Catégorie                                                    | Nomination                                 | Résultat                                   | Réf                                        |
| ------------------------------------------ | ------------------------------------------- | ------------------------------------------------------------ | ------------------------------------------ | ------------------------------------------ | ------------------------------------------ |
| 2003                                       | Saturn Awards                               | Cinescape Genre Face of the Future Award - Catégorie "Homme" | Eric Balfour                               | Nomination                                 | [ 77 ]                                     |
| 2003                                       | Golden Schmoes Awards                       | Meilleur film d'horreur de l'année                           | Massacre à la tronçonneuse                 | Nomination                                 | [ 78 ]                                     |
| 2003                                       | Golden Schmoes Awards                       | Meilleure bande-annonce de l'année                           | Massacre à la tronçonneuse                 | Nomination                                 | [ 78 ]                                     |
| 2003                                       | Golden Schmoes Awards                       | Best T&A of the Year                                         | Jessica Biel                               | Nomination                                 | [ 78 ]                                     |
| 2003                                       | Festival international du film de Catalogne | Meilleur film                                                | Marcus Nispel                              | Nomination                                 | [ 79 ]                                     |
| 2003                                       | Festival international du film de Catalogne | Meilleure direction artistique                               | Scott Gallagher                            | Lauréat                                    | [ 79 ]                                     |
| 2004                                       | Saturn Awards                               | Meilleur film d'horreur                                      | Massacre à la tronçonneuse                 | Nomination                                 | [ 80 ]                                     |
| 2004                                       | Saturn Awards                               | Meilleure actrice                                            | Jessica Biel                               | Nomination                                 | [ 80 ]                                     |
| 2004                                       | BMI Film & TV Awards                        | BMI Film Music Award                                         | Steve Jablonsky                            | Lauréat                                    | [ 81 ]                                     |
| 2004                                       | Fangoria Chainsaw Awards                    | Meilleure actrice                                            | Jessica Biel                               | Nomination                                 | [ 82 ]                                     |
| 2004                                       | Fangoria Chainsaw Awards                    | Best Wide-Release Film                                       | Massacre à la tronçonneuse                 | Nomination                                 | [ 82 ]                                     |
| 2004                                       | Fangoria Chainsaw Awards                    | Meilleur acteur dans un second-rôle                          | R. Lee Ermey                               | Nomination                                 | [ 82 ]                                     |
| 2004                                       | Fangoria Chainsaw Awards                    | Pire film                                                    | Massacre à la tronçonneuse                 | Nomination                                 | [ 82 ]                                     |
| 2004                                       | Golden Trailer Awards                       | Meilleur film d'horreur / thriller                           | Massacre à la tronçonneuse                 | Nomination                                 | [ 83 ]                                     |
| 2004                                       | Fantasporto                                 | Meilleur film                                                | Marcus Nispel                              | Nomination                                 | [ 84 ]                                     |
| 2004                                       | Key Art Awards                              | Best of Show - Audiovisual pour le TV-Spot "True Story"      | Massacre à la tronçonneuse                 | Lauréat                                    | [ 85 ]                                     |
| 2004                                       | MTV Movie & TV Awards                       | Meilleure révélation féminine                                | Jessica Biel                               | Nomination                                 | [ 76 ]                                     |
| 2004                                       | MTV Movie & TV Awards                       | Meilleur méchant                                             | Andrew Bryniarski                          | Nomination                                 | [ 76 ]                                     |
| 2004                                       | Razzie Awards                               | Pire remake ou suite                                         | Massacre à la tronçonneuse                 | Nomination                                 | [ 86 ]                                     |
| 2004                                       | Teen Choice Awards                          | Prix du film « que t'es parents ne veulent pas que tu vois » | Massacre à la tronçonneuse                 | Nomination                                 | [ 75 ]                                     |
| 2004                                       | Teen Choice Awards                          | Prix du meilleur film - Catégorie Thriller                   | Massacre à la tronçonneuse                 | Lauréat                                    | [ 75 ]                                     |

## Analyse

### Contexte socioculturel
Grâce aux techniques employées, le jeu d'acteur, les différents types de montage, mais aussi un sous-texte, chaque film livre des éléments en lien avec son époque. Massacre à la tronçonneuse de 1974 offre une vision de l'Amérique à travers le cannibalisme et le massacre des jeunes amis. Pour Naomi Merrit, le film de Tobe Hooper présente une vision cauchemardesque d'une Amérique se dévorant métaphoriquement et littéralement. Elle explore la représentation cinématographique du « capitalisme cannibale » en relation avec la théorie du tabou et de la transgression de Georges Bataille. Elle développe l'analyse de Wood, déclarant que les valeurs de la famille Sawyer « reflètent ou correspondent à des institutions américaines établies et interdépendantes... »,

« Le thème du film « capitalisme cannibale » joue les tensions portées par les circonstances historiques et politiques de l'époque de la production du film. La fin loin d'être triomphante de la guerre du Vietnam, la perte de confiance dans l'autorité politique et l'intégrité à la suite du scandale du Watergate, la crise pétrolière (qui a perturbé la vie des Américains ordinaires qui conduisent des voitures) menant à un krach boursier majeur et à une récession, figuraient parmi un certain nombre de défis pour le « mode de vie » américain du début au milieu des années 1970. »

— Naomi Merrit
En comparant le film original et celui de Nispel, Donato Totaro mentionne que « le remake est entièrement dépouillé de la satire sociale de l'original sur le consumérisme rampant (reflété dans l'acte de cannibalisme) et les effets économiques de l'industrialisation. ». Là ou l'héroïne du film original, Sally, est invitée de force par la famille à un souper où de la chair humaine est directement présentée dans les assiettes, la scène du diner est absente dans le remake. Seuls quelques éléments peuvent suggérer que la famille est cannibale, par exemple la scène où le shérif emballe l’autostoppeuse pour la conserver. La narration du remake se déroule toujours dans les années 1970. Cependant, le public des années 2000 n’a plus aucun lien avec l’atmosphère qui régnait en Amérique dans les années 1970, d'où l'absence des mêmes thèmes que dans le film original. Le massacre des jeunes dans la nouvelle version doit trouver un lien avec son époque. Le remake doit s’ériger sur des bases anciennes, son texte initial, mais aussi sur de nouvelles bases socioculturelles et politiques contemporaines afin de plaire aux spectateurs d’aujourd’hui et de créer un lien direct entre eux et le film (et lui permettre d'être rentable). Le contexte socioculturel et politique du film original a ainsi été oblitéré pour laisser sa place à des préoccupations contemporaines : dans le film de Nispel, les jeunes fument de la marijuana, à l'exception d'Erin, et reviennent du Mexique avec une importante quantité d'herbes à vendre. Ils sont tués à cause de leur mauvaise action qui est loin d'être le comportement normal d'un individu. Il n'y a aucun parents autour d'eux pour les punir et c'est donc les tueurs qui prennent cette place,,,.
Le remake de Nispel s'intéresse également de plus près au sous-genre peu connu et pourtant propre à la franchise, à savoir le « Backwoods Horror». Lancé dans les années 1970 avec des films tels que Délivrance, le Massacre à la tronçonneuse de Tobe Hooper et La colline a des yeux de Wes Craven, ce sous-genre se concentre sur le fossé sociopolitique entre les modes de vie urbains et ruraux, dépeignant souvent les fermiers comme des barbares, des individus violents et indisciplinés qui considèrent les citadins comme ignorants, privilégiés et ingrats. Ce thème revient également au gout du jour au début des années 2000 avec La Maison des mille morts de Rob Zombie, Détour mortel et le remake de Massacre à la tronçonneuse. Selon le site Serial Gamers, « cette exploration des questions sociologiques rend les intentions de la famille, aussi immorales et honteuses soient elles, un peu plus compréhensibles ».

### La famille Hewitt

#### Une famille idéale corrompue
Typique du genre cinématographique des slashers, la famille Hewitt montre le désir de remonter à l'époque des familles nucléaires. Mais Massacre à la tronçonneuse démontre comment ce mode de vie idéal est simplement fictif et n'a jamais vraiment existé. Il juxtapose la génération adolescente à la génération « idéale » pour montrer la différence entre les deux, mais il montre également à quel point la notion de famille nucléaire est corrompue.

La famille Hewitt est supposée représenter la famille idéale : il y a la mère, le père, les enfants et même les petits-enfants. À l'inverse, les cinq adolescents sont censés représenter la chute de la famille nucléaire. Ils croient en l’amour libre et peuvent même avoir des relations sexuelles avec une personne qu'ils ont pris en stop, ce qui est visible dans la façon dont Pepper et Andy sont l'un sur l'autre à l’arrière de la camionnette. Erin vit avec son petit ami depuis trois ans sans être mariée. Cependant, cette famille « idéale » se dégrade au point de commettre des meurtres et de ne plus prendre soin les uns des autres. La famille Hewitt ne sait pas comment prendre soin de sa progéniture, ni de celle des autres d'ailleurs, tandis que les enfants grandissent pour devenir des tueurs. Comme dans la version originale, cela peut être dû à la fermeture de l'abattoir qui a commencé à les faire dépérir ou alors à la façon dont la société a tourmenté et persécuté Thomas. Mais ce qui est arrivé à cette famille dans le remake n'est pas certain. Les membres de la famille Hewitt assimilent les enfants des autres familles, comme le bébé d'Henrietta, en détruisant ces autres familles,,.

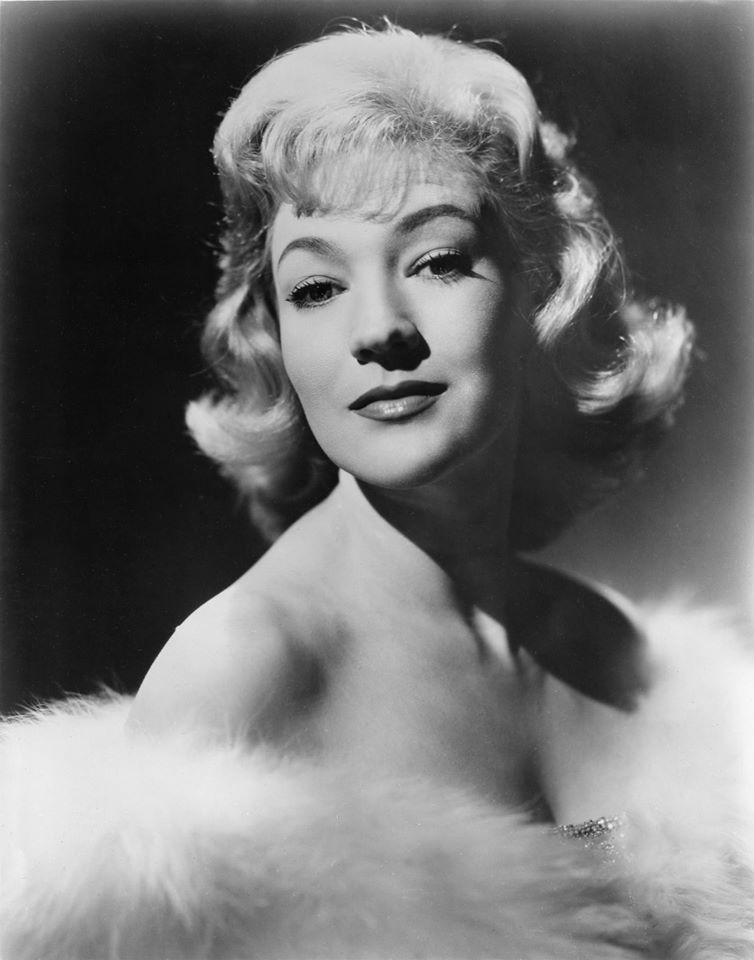
Marietta Marich, ici en 1963, interprète le rôle de Luda Mae Hewitt.

Le shérif Hoyt est supposé être la seule figure d'autorité ultime auprès des adolescents. Il est censé être l'incarnation de leur morale et de leurs idéaux et est censé être celui qui doit les punir lorsqu'ils franchissent les limites. À première vue, le shérif Yoyt représente ces traits de caractère. Il aide les adolescents à sortir le corps du van et se demande ce qu'ils font. Cependant, il ne faut pas longtemps au public pour voir que ses actions sont un peu étranges, comme lorsqu'il parle de tâtonner le cadavre ou lorsqu'il demande aux adolescents de mettre l'autostoppeuse dans le coffre pour que sa voiture de police ne soit pas couverte de sang. L'idée même de devoir rencontrer le shérif dans un moulin abandonné semble déjà suspecte. Plus tard, après qu'Erin se soit enfuit de la maison Hewitt après l'attaque de Leatherface, le shérif Hoyt réapparaît au van. Encore une fois, il semble au premier abord représentatif de la morale de la société. Lorsque Erin est hystérique et hurle qu'Andy a été attaqué, Hoyt tente de la calmer. Il découvre ensuite des restes de marijuana dans le cendrier du van puis oblige les adolescents à s'allonger dans la saleté pendant qu'il inspecte la camionnette. Il commence alors à les torturer puis oblige Morgan à monter dans la camionnette et à lui montrer exactement ce qui s'est passé lorsque l'autostoppeuse s'est suicidée, ce qui comprend le fait de s'asseoir dans le sang et des restes de la jeune fille laissés sur le siège. Il est alors évident que Morgan est terrifié par Hoyt. Dans la famille Hewitt, Luda Mae désigne Leatherface comme son fils, Jedidiah appelle Luda Mae « grand-mère » tandis que le shérif Hoyt l'appelle « maman » et qu'elle-même l'appelle « Junior ». Elle peut donc être soit la mère, soit la femme de ce dernier. Au sujet du jeune Jedidiah, Nispel présume qu'il s'agit d'un personnage qui oscille entre deux choix : devenir mauvais comme le reste de sa famille ou avoir l'espoir d'un avenir meilleur''.
Dans le film de 1974, aucune femme n'apparaît dans la famille et donc aucun moyen pour ses membres de procréer. Dans le remake, des femmes y sont présentes mais elles sont autant instables psychologiquement que les hommes. Par exemple, lorsque les adolescents arrivent dans la boutique de Luda May avec le corps de l'auto-stoppeuse sur la banquette arrière du van, cette dernière réagit comme si ce genre de chose était banal. Elle les facture même pour l'utilisation de son téléphone. Elle est certes entourée de viande de porcs et de vaches avariées mais la vue d'un corps humain devrait lui faire un choc, ce qui n'est absolument pas le cas. Les adolescents finissent par découvrir trop tard que Luda May est de mèche avec les tueurs. De même, lorsque Erin arrive vers la caravane d'Henrietta et de la dame au thé, en pleurs, effrayée et traumatisée à la suite d'une course poursuite avec Thomas et du meurtre de Pepper, Henrietta et la dame restent totalement calmes et lui offrent une tasse de thé au lieu de s'inquiéter pour elle ou du danger potentiel. Une fois de plus, Erin découvre plus tard à ses dépens que les deux femmes sont complices de la famille Hewitt,. Selon Jessica Robinson, auteure de Life Lessons from Slasher Films, dans certains films d'horreur, les adultes s'accrochent aux événements du passé. Ils ont souvent le même point commun : ils pensent que tous les adolescents sont exactement les mêmes. Dans le cas de Massacre à la tronçonneuse, le personnage de Luda May est persuadé que tous les enfants présents en ville se moquent de son fils Thomas et ce, malgré le fait que la majeure partie des enfants ne connaissent pas son existence. Les Hewitt sont tellement sûrs que les personnes qui arrivent en ville sont là pour se moquer de Thomas qu'ils les tuent rapidement. En effet, dans sa jeunesse, Thomas contracte une maladie de peau qui lui ravage le visage. Cet épisode douloureux rend sa mère hyper protectrice à son égard. Plusieurs enfants se moquent de lui durant son enfance, des enfants que l'on peut présumer morts lors des événements du film. La mère de Thomas s'inquiète et prend soin de lui sans transmettre autant d'amour aux autres enfants de la famille. Dans la scène ou Erin est retenue prisonnière, Jedidiah demande à pouvoir entrer dans la maison mais sa grand-mère Luda Mae refuse et lui ordonne de rester dehors avec les chiens. Henrietta semble être une maman idéale et prend soin de ce que l'on pense être tout d'abord son bébé. Mais la situation devient ensuite grotesque et inquiétante : lorsque Erin réveille accidentellement le bébé, Henrietta sort une boite de haricots hors du frigo pour la donner à l'enfant pour l'aider à se rendormir. Quelques instants plus tard, Erin se rend compte que le bébé a en fait été enlevé et n'est pas celui d'Henrietta. Erin est ensuite en mesure de sauver l'enfant d'une vie de meurtrière en l'emmenant loin de la famille.

#### Leatherfaceet le mobile des meurtres

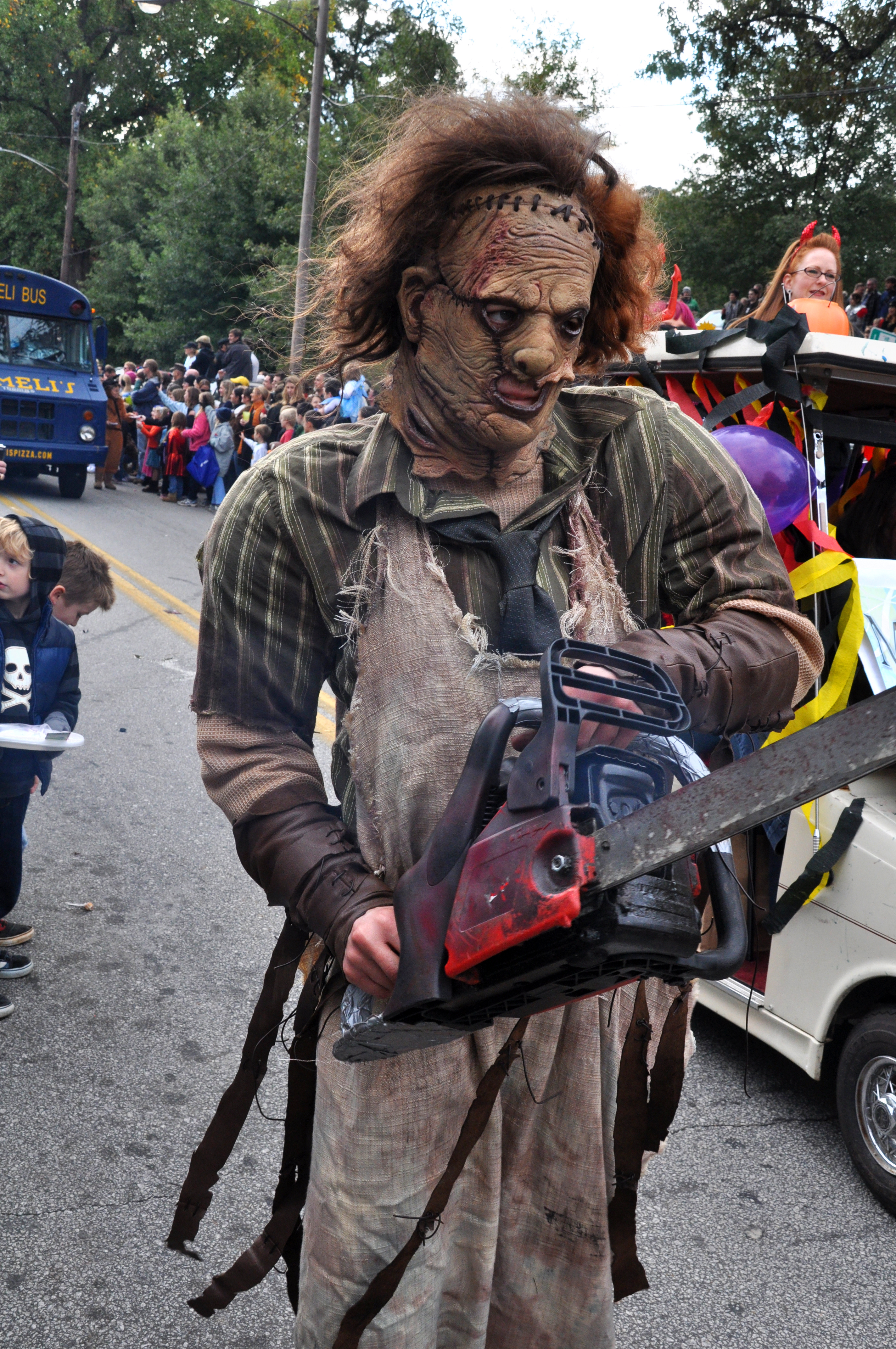
Cosplay de Leatherface, inspiré par le personnage du film de 2003.

Dans la majorité des cas, les tueurs dans les films d'horreur possèdent tous leur propres caractéristiques physiques ou matérielles qui les rendent uniques et reconnaissables. Quand Jason Voorhees est reconnu par le public grâce à son masque de hockey et sa machette, Freddy Krueger est connu pour ses lames en acier, son chapeau et son pull rayé. Dans le cas de Leatherface, c'est son tablier, son masque et sa tronçonneuse qui permettent de l'identifier. Grâce à ces caractéristiques qui les rendent populaires, les différents réalisateurs et scénaristes savent qu'ils ne doivent pas forcément changer grand-chose aux tueurs dans les remakes, ce qui est le cas dans celui de Massacre à la tronçonneuse. Le tueur, qui n'est plus simplement désigné par le nom Leatherface mais par le nom de Thomas Hewitt, continue d’exécuter ses victimes comme s'il s'agissait de bêtes d'abattage, exactement comme dans le film original.
Thomas semble être le meilleur dans ce qu'il fait puisqu'il réalise lui-même les meurtres. Alors que le reste de la famille ne fait qu'attirer les victimes vers la maison, Thomas les entraîne jusqu'à la cave où il les achève. Il semble avoir appris ses méthodes de tuerie en travaillant à l'abattoir, comme le montre le sous-sol aménagé comme une salle d'abattage. Il est méticuleux dans son « travail » même s'il n'est pas vraiment concerné par la propreté ou les conditions sanitaires de son environnement. Il semble logique qu'il ait exercé son métier en abattoir pendant un long moment, sans pour autant que l'on sache qui le lui a appris. On peut tout de même présumer qu'il s'agit de sa mère, car elle dirige le magasin local où des animaux sont exposés dans un stade assez avancé de décomposition.
Il est également montré que Thomas est la cible de moqueries répétées depuis son enfance. Par exemple, lorsque Erin s'engage dans une course poursuite avec Thomas après le meurtre de Pepper, elle court en direction d'une caravane et y trouve Henrietta qui parle de Thomas comme d'un enfant atteint d'une maladie de peau dont les enfants se moquent. Après avoir été droguée par cette dernière, Erin se réveille dans la maison des Hewitt face à Luda May qui lui révèle qu'elle sait que les adolescents qui viennent en ville font comme les autres, c'est-à-dire se moquer de Thomas. Le désir de sa famille est de le protéger en tuant n'importe quelle menace. Pour la famille, cette menace se réfère non seulement aux enfants originaux qui se moquent de Thomas durant son enfance mais aussi n'importe quelle personne qui s'aventure en ville dans le présent,.
Dans ce nouveau Massacre à la tronçonneuse, Leatherface est bien plus impressionnant par sa taille (Andrew Bryniarski mesure 1,90 m) ; que celui du film de 1974.
À l'opposé du film original, les raisons des meurtres perpétrés par la famille Hewitt dans le remake sont inconnues. Bien qu'ils soient justifiés de façon implicite et supposés par la fermeture de l'abattoir de la ville, il n'y a pas de réelles preuves. Contrairement au film de 1974 dans lequel la famille tue depuis des générations pour subvenir à ses besoins à la suite de la fermeture de l'abattoir, la raison des meurtres commis dans le remake peut être expliquée par les moqueries répétées à l'encontre de Thomas Hewitt pendant son enfance, mais il ne s'agit encore que de spéculations. Dans tous les cas, il est évident que les membres de la famille Hewitt commettent des meurtres depuis plusieurs années : la propriété de la famille est jonchée de « reliques du passé » comme des carcasses de voitures et des affaires appartenant à des inconnus. Le shérif Hoyt semble aussi savoir complètement ce qu'il fait lorsqu'il attire les adolescents dans sa demeure. Dans le cas des personnages d'Henrietta et de son amie, on peut constater la même chose : lorsque Erin viens frapper à leur porte, totalement hystérique après une course poursuite avec Leatherface, elles lui tendent calmement une tasse de thé, accompagnée d'une drogue pour la faire dormir. Tous les membres de la famille savent exactement ce qu'ils ont à faire pour piéger les victimes et faire en sorte qu'elles ne s'échappent pas.

### Personnalité des protagonistes et rite de passage

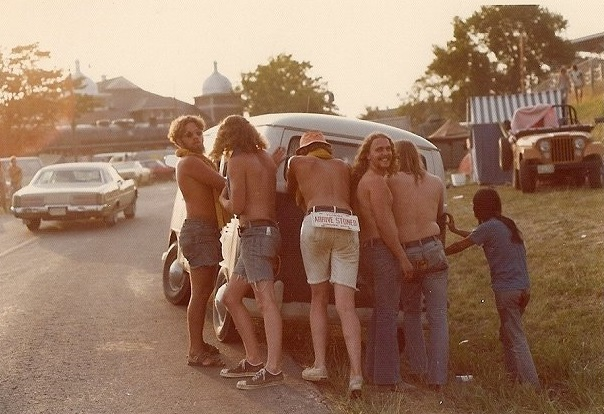
Un groupe de hippies en 1974 au Ozark Music Festival à Sedalia, dans le Missouri. Le groupe d'adolescents du film de Nispel se trouve dans cette même période.

Pour Shawn Van Horn, journaliste pour Collider, le film est plus troublant et Leatherface plus terrifiant que dans le film original, et ce, grâce aux victimes de ce dernier : « La plupart des personnages du film de 1974 sont mal écrits ou tout simplement ennuyeux. Les plaintes incessantes de Franklin nous irritent tellement que l'on a envie de se réjouir lorsque la tronçonneuse de Leatherface le fait taire. Les personnages du remake forment un groupe d'amis proches, mené par Jessica Biel, Jonathan Tucker, Erica Leerhsen, Mike Vogel et Eric Balfour. Nous passons plus de temps avec eux et nous nous intéressons tellement à eux que dans une scène effrayante, lorsque Leatherface apparaît en portant le visage de Kemper (le personnage d'Eric Balfour), c'est un coup de poing dans les tripes. »
Comme le tout premier film, ce remake se focalise sur un groupe d'amis hippies qui parcours le Texas à bord de leur van tandis que la moitié d'entre eux s'habillent avec des vêtements de la région. Cependant, à contrario du film original, leur discussion diffère : elle n'est pas au sujet de l'alignement des étoiles mais met l'accent sur des sujets comme le sexe et la drogue. Alors qu'ils roulent, deux personnages sont à deux doigts de l'acte sexuel à l'arrière du véhicule, respirants de façon très érotique, tout en ignorant les trois autres personnages. Le public apprends quelques instants plus tard que Pepper, la jeune fille à l'arrière du van, est une auto-stoppeuse que les autres jeunes ont récupéré quelques jours avant les évènements du film. Cette génération de hippies pratiquent et prêchent l'idée de l'amour libre et expérimentent le sexe, indépendamment du fait qu'ils connaissaient bien (ou peu) leurs partenaires. Cette scène renforce leurs idées. Les deux arrêtent de s'embrasser et de se toucher lorsque Morgan précise les statistiques de jeunes attrapant des maladies sexuellement transmissibles. Ils font ensuite un joint et se le font tourner jusqu'à ce que ce dernier arrive entre les mains d'Erin qui le jette par la fenêtre. C'est après cette séquence que le public découvre que le groupe revient du Mexique avec une piñata remplie de marijuana. Cet élément énerve Erin qui ne veut rien à voir à faire avec de la drogue,.
La dernière étape d'un rite de passage est l'intégration des adolescents dans le monde adulte. Pour ce faire, les adolescents sont souvent aidés par leur aînés qui leur apprennent tous les mécanismes et les compétences dont ils ont besoin pour se développer en tant qu'adulte et achever ce rite de passage. L'adolescent doit passer par plusieurs phases et processus dans le rite de passage pour arriver dans le monde adulte : l'exclusion de la société, la négociation sur l'égalité des sexes et le renversement des codes. Pour Jessica Robinson, dans les slashers, les adolescents sont confrontés à un rite de passage. Les tueurs représentent les éléments qui leur permettent d'apprendre ces compétences : ils sont en quelque sorte les professeurs et leur leçons sont tirées d'un passé idéalisé et fictif. Cependant, les adolescents ne veulent pas faire partie de cette société, alors ils se battent et quelquefois prennent le dessus sur le « professeur ». Le but des adolescents est de mettre en œuvre un changement social. Néanmoins, cela ne s'applique pas à la société dans son ensemble, car la majeure partie des adolescents sont morts et les films slashers ne montrent que rarement le dernier survivant revenir à une vie normale. En clair, ces films ne montrent pas comment le rite de passage fonctionne mais plutôt comment il échoue. Pour les spectateurs qui regardent ces films, il y a une leçon et ils doivent trouver ce qu'ils doivent changer pour s'assurer une certaine harmonie,. Dans la scène ou le shérif ordonne à Morgan de recréer la scène du suicide de l'autostoppeuse avec une vraie arme, Morgan retourne l'arme contre Hoyt et appuie sur la gâchette, symbolisant le désir de la génération adolescente d'adopter un changement social et les efforts qu'ils ont à faire pour l'accomplir. Encore une fois, le tueur tente d'attirer les adolescents dans une situation qui va à l'encontre des normes sociales et tente de les punir pour cela. L'arme que lui donne Hoyt n'est donc pas chargée et Morgan se retrouve piéger. Il est emmené menotté, non pas en prison, mais vers la maison Hewitt ou il devient une autre victime. Le ou les dernier(s) personnage(s) de ces films s'intègre(nt) d'une certaine façon dans la société au moment où il(s) élimine(nt) le tueur. Dans Massacre à la tronçonneuse, Erin est introduite dans le monde adulte lorsqu'elle décide d'attaquer en retour Thomas avec un couperet et lorsqu'elle écrase le shérif Hoyt avec une voiture, prenant donc le dessus sur ses « professeurs ».

### La place des femmes

#### Erin, la dernière survivante

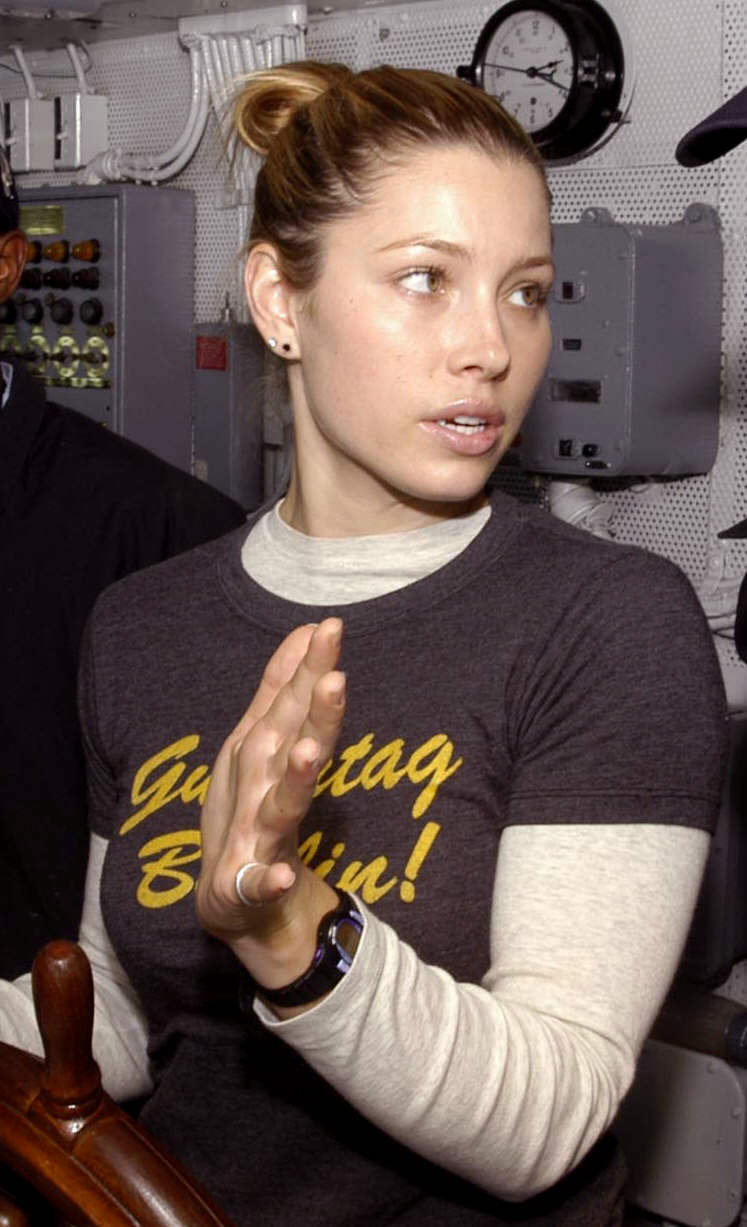
Jessica Biel, ici à bord du porte-avions après le tournage du film Furtif en 2004, prête ses traits à la dernière survivante (Final Girl), Erin.

En tant qu'héroïne, le personnage d'Erin respecte plusieurs règles du stéréotype de la Final Girl (dernière survivante), dont la curiosité : c'est elle qui s'aventure la première dans le moulin Crawford, elle qui remarque le judas sur la porte coulissante qui amène à l'antre de Leatherface, antre qu'elle découvre également au cours du récit. Elle est aussi la seule à refuser de consommer alcools et drogues lorsque le groupe se trouve au Mexique, faisant d'elle la plus la plus responsable de la bande. Erin est également l'un des personnages les plus empathiques et sensibles du film : elle s'oppose notamment à l'idée d'abandonner le corps de l'auto-stoppeuse sur le bord de la route puis, lorsqu'elle trouve Andy dans la cave de la maison Hewitt et qu'elle se rend compte qu'elle n'est pas assez forte pour le soulever du crochet, elle fait le choix de l'achever en le poignardant au ventre pour abréger ses souffrances. Ses traits de caractère (l'empathie et la sensibilité) l'aide d'une certaine façon à survivre face à Thomas Hewitt. Tout au long de l'histoire, le personnage ne cesse d'évoluer à travers une structure narrative symbolique : d'une simple petite amie assise sur le côté passager au point de départ, elle finit seule derrière le volant de la voiture du shérif avec un nourrisson à ses côtés à la fin de l'intrigue. La fin du film n'est qu'une confirmation qu'Erin a agi selon ses valeurs jusqu'au bout de l'horreur. ,.
Erin est un sujet inscrit dans le temps puisque certains éléments de sa vie sont livrés aux spectateurs, notamment son passage en maison de correction, à la différence de Sally, l'héroïne du film original. À travers son désir de mariage avec Kemper, elle exprime également une vision de l'avenir. C'est notamment pour cette raison que la mort de Kemper rajoute une dimension tragique au personnage d'Erin. En comparaison, l'histoire de Pepper, le second personnage féminin du film, ne remonte pas plus loin que la veille, lorsque Kemper et le reste de la bande l'ont prise en stop. Erin est capable de faire démarrer le van en faisant se toucher les fils de contact et de crocheter un cadenas, technique apprise par ses grands frères comme elle le dit, faisant d'elle un personnage plus débrouillard que Sally.
Contrairement à cette dernière, qui ne faisait que fuir ou se cacher, Erin est plus forte, plus héroïque et plus réfléchie que l'héroïne du film de 1974. Elle tente de sauver Andy avant de l'achever par pitié, essaye ensuite de sauver Morgan puis finit par sauver un enfant inconnu. Scott Kosar déclare qu'Erin finit par devenir le chasseur et le spectateur se rend compte rétrospectivement qu'elle tend une embuscade à Leatherface à la fin du film. Toujours dans le remake, le camionneur qui prend Erin en stop ne fait que la ramener à la station service et finalement, c'est elle qui repart au volant de la voiture du shérif, quand Sally dans le film de Hooper est sauvée par un camionneur, puis par un autre chauffeur. Par conséquent, le personnage d'Erin dément ainsi l'idée que les personnages masculins se sauvent tandis que les personnages féminins sont sauvés. Selon Carol J. Clover, (confirmée par Kelly Connelly dans son étude de la transformation de Laurie Strode dans Halloween, 20 ans après de Steve Miner), Erin illustre l'évolution de la dernière survivante en Final Woman, une version plus forte que la Final Girl qui déploie les mêmes ressources que le tueur. Pourtant, Erin ne se situe pas du côté des garçons : au contraire, ce sont les autres personnages qui se positionnent en fonction d'elle. Lors de sa dernière scène et dans un dernier acte de bravoure, Erin venge tout ses amis en écrasant le shérif avec sa propre voiture avant de s'échapper pour de bon,,,.
Comme le souligne le critique Erich Kuersten, Erin représente le pilier moral de la bande. Si Sally obéit à Jerry, Kemper se plie à la volonté d'Erin. Lorsque les garçons envisagent d'abandonner le cadavre de l'autostoppeuse, ce sont Erin et Pepper qui s'opposent à eux et c'est également Erin et Pepper qui accompagnent l'autostoppeuse au van au début du film. Pepper s'allie ensuite à Morgan lorsque celui-ci souhaite partir sans Kemper, tandis qu'Andy fini par rejoindre Erin. Par ses côtés lâche et égoïste, Morgan constitue sur le plan moral ce qui est le double inversé d'Erin. Les autres personnages se positionnent ensuite en fonction de ces derniers. La force physique, affective et morale est donc clairement du côté de la femme comme figure maternelle. Kuersten en conclut que le film est loin d'être misogyne, Erin rappelant Ripley dans Alien, dont Clover conteste le prétendue féminisme. Selon David Roche, auteur du mémoire Revoir les Final Girl : Massacre à la tronçonneuse (Marcus Nispel, 2003) et Halloween (Rob Zombie, 2007), le film de Nispel propose une héroïne forte qu'il exploite : si Nispel estime que le public féminin appréciera ce personnage qui épuise dans son « énergie féminine », la Final Girl devient une stratégie marketing pour Michael Bay, conscient que le côté garçon manqué d'Erin encouragera le public masculin à s'identifier à elle. La démarche de l'équipe du remake est donc cynique, sa conception de l'identification spectatorielle essentialiste du point de vue du genre, puisqu'elle présuppose que le public masculin s'identifiera avec l'héroïne en tant que « substitut masculin » et non en tant que personnage féminin,,.

#### Sexualisation et renversement des genres

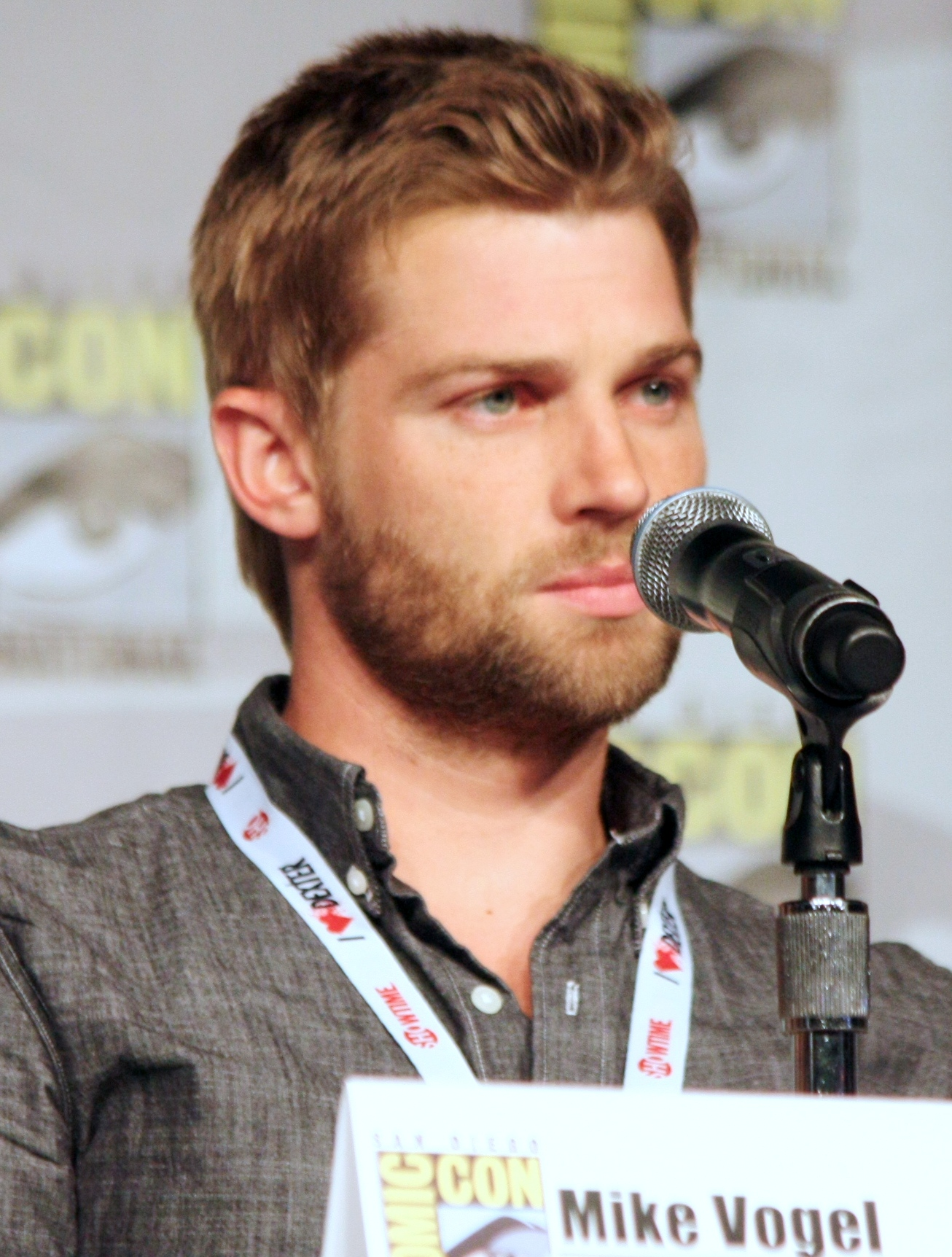
Mike Vogel, ici au San Diego Comic-Con en juillet 2013, interprète le rôle d'Andy, considérer comme le double masculin d'Erin.

Erich Kuersten remarque que dans le film, Erin est « la plus belle de la bande » ce qui fait d'elle un personnage que les spectateurs s'attendent de voir mourir en premier. À l'image de Sally dans le film original, Erin est en couple mais il y a une opposition entre Erin et Pepper qui n'existe pas vraiment entre Sally et Pam (le second personnage féminin du film de 1974) : les deux jeunes femmes font toutes les deux partie de la même bande, et leurs tenues vestimentaires évoquent la liberté sexuelle associée au mouvement hippie dont notamment l'absence de soutien gorge. En sortant avec Andy qu'elle connait depuis peu de temps et en étant l'un sur l'autre dans le van au début du film, Pepper est représentée directement comme une « fille facile » alors qu'Erin vit avec Kemper depuis trois ans,,.
Le film met également en avant la fétichisation de son actrice principale en la personne de Jessica Biel : le personnage d'Erin porte un débardeur humide noué au-dessus du nombril qui met en valeur sa poitrine et le jean taille basse met en avant le creux de ses reins. Dans la scène ou le vieux Monty en profite pour toucher son postérieur tout en cherchant du regard le tueur alors en hors-champ, le scénario offre aussi une mise en abyme de la fétichisation de son corps. Par la suite sont montrés des gros plans des visages en larmes d'Erin et Pepper qui sont couchées sur le ventre et bavent, que Kuersten juge pornographiques. Kuersten attire également l'attention sur une autre scène ou le personnage du shérif Hoyt verse de la bière sur Erin, le caractère pornographique étant souligné par le gros plan du visage d'Erin entre les cuisses nues du shérif, ce qui ne fait que souligner l'absence d'intérêt sexuel des personnages pour l'héroïne. Erin n'étant pas « punie » à la fin du film, l'œuvre déjoue en quelque sorte les attentes du public principal car le personnage est pourtant fétichisée. En parallèle, le film maintient également par certains aspects que la Final Girl peut avoir des côtés masculins sans que cela soit incompatible avec sa féminité. Dans le remake, l'héroïne porte le prénom d'Erin, qui est un prénom majoritairement féminin mais beaucoup plus souvent donner à des garçons que Sally, prénom du personnage principal du film original. Erin est très vite présentée comme un personnage qui porte un chapeau de cowboy et qui se lime les ongles, des aspects faisant écho à un comportement typiquement masculin. À juste titre, Kuersten insiste sur le faite que l'idée que le corps de Biel est d'une beauté conforme aux normes des magazines de mode qui promeuvent des corps féminins athlétiques : son ventre et ses épaules musclés sont mis en valeur par le débardeur que porte Jessica Biel,.
Selon l'étude de Vera Dika, les slashers mettent beaucoup plus l'accent sur les différentes morts des personnages féminins plutôt que masculin. Carol J. Clover fait également le même constat. Pourtant, dans Massacre à la tronçonneuse (1974 et 2003) beaucoup plus de victimes hommes que femmes sont à déplorées, même si le remake ajoute l'autostoppeuse aux quatre victimes (3 hommes, 1 femme) en comparaison avec le film de 1974. Toutefois, les morts de Kirk et de Jerry sont immédiates, celle de Franklin a lieu en pleine nuit et est filmé par derrière alors qu'un gros plan sur le visage de Pam est réalisé lorsque Leatherface l'accroche à l'hameçon. Le film de 2003 va totalement contre la tendance énoncée par Dika et Clover, ce sont les trois personnages masculins qui sont accrochés comme des bouts de viande par le tueur, y compris Kemper qui subit pourtant une mort beaucoup plus rapide que celle de Kirk. Si le spectateur devine que Leatherface touche Pepper dans le dos, il l'achève hors-champ dans l'obscurité. La seule victime féminine du film clairement aperçue par les spectateurs est l'autostoppeuse grâce à un travelling arrière à travers la béance dans sa tête, reliant l'intérieur du van vers l'extérieur. C'est cette mise en scène du renversement qui annonce son déplacement du féminin vers le masculin, en particulier lorsque le shérif Hoyt exige de Morgan qu'il imite l'auto-stoppeuse. Le suicide de la jeune femme laisse place au « viol » symbolique du jeune homme, avec des plans « pornographiques » de Morgan qui bave sur le canon du revolver ou crache du sang qui rappellent également les plans sur Erin et Pepper bavant à plat ventre sur le sol : « Ce renversement interne à la diégèse suit le renversement intertextuel voulu par les producteurs, puisque c'est Andy qui subit le même sort que Pam dans l'original, et si le budget du film de Hooper et Henkel ne permettait pas les effets gores, l'équipe du film de 2003 vont plus loin dans les détails : contrairement à Massacre à la tronçonneuse (1974), nous voyons l'hameçon pénétrer la chair et en sortir à plusieurs reprises. » Par conséquent, Andy est le corps résistant, « la plaie qui saigne » : en lui coupant une jambe et en le pénétrant ensuite à l'aide de l'hameçon, Leatherface castre de façon symbolique Andy. D'abord accroché à un lustre puis littéralement castré-pénétré par la tronçonneuse, Morgan subit exactement le même sort mais dans le sens inverse,,.
Comme Erin, le personnage d'Andy est fétichisé : tout au long du long métrage, des gros plans du personnage mettent en valeur son corps musclé ainsi que sa peau bronzée grâce à la sueur et l'eau qui font briller sa peau. Par conséquent, il correspond aux normes de beauté, cette fois-ci masculine, et porte aussi un débardeur blanc ce qui fait visiblement de lui le double d'Erin. La posture d'Andy lorsque Erin le découvre dans le sous-sol de la maison des Hewitt rappelle un martyr crucifié, ce qui n'était pas le cas de Pam dans le film original. Selon Laura Mulvey, cette scène, où une femme contemple avec horreur le corps d'un homme qui saigne, est donc un renversement des rôles traditionnels : « Erin est le regard, Andy l'objet (castré) du regard. Andy représente ainsi le martyr, qui paye pour les péchés de tous les slashers et doit assumer l'angoisse de castration que le slasher déplaçait jusqu'à présent sur le corps féminin »,.

## Éditions en vidéo
Massacre à la tronçonneuse sort en VHS et DVD le 30 mars 2004 par la New Line Home Entertainment.
Le film sort en version édition collector DVD le 7 octobre 2004, disponible chez Metropolitan Video. Cette édition contient trois commentaires audio dont celui du réalisateur Marcus Nispel et le producteur Michael Bay ainsi que 15 autres intervenants, un ensemble de scènes coupées ou alternatives, le making-of du film, des images des auditions de certains acteurs comme Jessica Biel, Eric Balfour et Erica Leerhsen, une galerie de dessins préparatoires, un documentaire sur Ed Gein (un tueur en série qui a inspiré les auteurs du film original) et le matériel promotionnel (dont les bandes annonces et le teaser.
Une version du film en Blu-ray est également commercialisée le 29 septembre 2009.

## Postérité
Pour beaucoup, le succès populaire de Massacre à la tronçonneuse offre au cinéma le lancement d'une vague de remakes au cours des années 2000 / 2010, et en particulier des films d'horreur des années 1970 et 80, comme : Black Christmas et Terreur sur la ligne en 2006, Halloween en 2007, Le Bal de l'horreur en 2008, Vendredi 13 en 2009 et Freddy : Les Griffes de la nuit en 2010,. Une novélisation, écrite par Stephen Hand, est distribuée le 1er mars 2004 par Black Flame.
En 2014, Paris Match classe le film de Marcus Nispel à la seconde place des pires remakes de l'histoire du cinéma,. Massacre à la tronçonneuse version 2003 est également cité comme l'un des 30 slashers les plus influents de tous les temps par Meagan Navarro du site New York en 2018. Elle cite notamment un « remake stylisé et raffiné du film de Tobe Hooper devenu un énorme succès à sa sortie. » tout en indiquant que, pour elle, Massacre à la tronçonneuse n'a pas seulement relancé la franchise mais aussi toute une vague de remakes au cours des années suivantes. En 2019, le site Game Me place le film à la 16e place des meilleurs remakes de film d'horreur sur 25 titres,. En 2020, le site GamesRadar+ place Massacre à la tronçonneuse à la 16e place des 25 meilleurs remakes de films d'horreur. En octobre 2022, le site Jolie Bobine, cinéma et produits dérivés réalise un classement du pire au meilleur film de la franchise Massacre à la tronçonneuse et classe le remake de Nispel à la 3e place derrière Massacre à la tronçonneuse 2 et le film original. Toujours en octobre 2022, Vogue dresse une liste des films d'horreurs préférés de sa rédaction dont le Massacre à la tronçonneuse de Nispel fait partie.
En l'honneur du 20e anniversaire de la sortie du film le 17 octobre 2023, le site GamesRadar+ réhabilite le film de Marcus Nispel avec une nouvelle critique et le qualifie d'« œuvre en avance sur son temps et de l'un des meilleurs, si ce n'est le meilleur, remake de film d'horreur de tous les temps ». Il en est de même pour le site Movie Web et sa critique du 21 septembre 2023 qui parle d'un « hommage solide au film original avec des qualités évidentes comme son scénario solide », sa final girl, Erin, ainsi que le reste de la bande d'amis auquel le public peut s'identifier. Les courses poursuites entre Erin et Leatherface, la scène d'ouverture et la performance de Lauren German qui « délivre une vulnérabilité et un désespoir qui font vraiment ressentir au public de la compassion pour elle malgré son court passage à l'écran » ainsi que les personnages composent la famille Hewitt, notamment Leatherface et surtout le shérif Hewitt, marquant grâce à la performance de R. Lee Ermey. Pour terminer sa critique, Movie Web conclu que tous les autres remake d'horreur qui ont suivis Massacre à la tronçonneuse n'arrivent pas au même niveau de décence que ce dernier. Dans un classement des meilleurs films de la franchise qui remonte au 1er juillet 2023, Movie Web classe le remake à la troisième position sur neuf films. Également, 20 ans plus tard jour pour jour après la sortie du film, le critique Bee Delores du site Bloody Disgusting divulgue une très bonne critique sur le film : « De la cinématographie à la volonté des acteurs de prendre des risques, Massacre à la tronçonneuse définit l’ère du remake, et c’est facilement un prétendant au top 5 des meilleurs remakes de film d'horreur de tous les temps » Le 10 novembre 2024, Massacre à la tronçonneuse apparaît ensuite dans la liste des « 10 films d'horreur boudés par la critique qui sont en réalité bons » grâce à David Caballero qui déclare à son sujet pour le site Collider : « Massacre à la tronçonneuse (2003) est un grand film d'horreur. Il est violent, trépidant, souvent très dérangeant et assez angoissant. Biel fait une excellente final girl, et les acteurs secondaires sont également à la hauteur, en particulier le familier mais largement sous-estimé Mike Vogel. Ceux qui recherchent le même impact générationnel que l'original de 1974 ne le trouveront pas, mais ceux qui recherchent un grand film d'horreur en sortiront certainement satisfaits. »,,,.
À partir du 28 janvier 2025, le Leatherface interprété par Andrew Bryniarski est ajouté comme antagoniste jouable dans le jeu vidéo The Texas Chain Saw Massacre, adapté de la franchise.